# David Beckham
Sir David Robert Joseph Beckham (Londra, 2 maggio 1975) è un dirigente sportivo, imprenditore ed ex calciatore britannico, di ruolo centrocampista, presidente dell'Inter Miami e co-proprietario del Salford City.
Soprannominato Spice Boy o Becks, è considerato uno dei migliori centrocampisti inglesi della storia del calcio nonché uno dei migliori della storia. Candidato per sei volte al Pallone d'oro (1997, 1998, 1999, 2000, 2001, 2003), è rientrato fra i primi dieci contendenti del titolo per quattro volte arrivando a ricoprire la seconda posizione nel 1999 alle spalle di Rivaldo. Nello stesso periodo è rientrato nella graduatoria del FIFA World Player per cinque anni di seguito (dal 1999 al 2003) arrivando a ricoprire la seconda posizione sia nel 1999 che nel 2001, quest'ultima volta alle spalle di Luis Figo. Occupa la 49ª posizione nella speciale classifica dei migliori calciatori del XX secolo pubblicata dalla rivista World Soccer mentre nel marzo del 2004, Pelé lo ha anche inserito nella FIFA 100, la lista dei 125 migliori calciatori viventi, redatta in occasione del Centenario della FIFA. Nel 2018 è stato invece premiato, dal presidente UEFA, con il UEFA President's Award.
Inizia la sua carriera di calciatore nel 1992 all'età di 17 anni con il Manchester United, con il quale vince in totale dodici trofei: tra questi figurano sei campionati inglesi, una Champions League ed una Coppa Intercontinentale. Trasferitosi al Real Madrid, entra a far parte dei cosiddetti galácticos, con cui vince un campionato spagnolo ed una Supercoppa di Spagna. In seguito viene acquistato dalla squadra statunitense del Los Angeles Galaxy, con cui vince in totale quattro titoli nazionali vestendo nel frattempo anche la maglia del Milan dopo essere stato ceduto in prestito in due occasioni. Nel 2013 si trasferisce infine al Paris Saint-Germain, dove conclude la sua carriera vincendo un campionato francese.
Con la maglia della propria Nazionale è il terzo calciatore con più presenze alle spalle di Wayne Rooney e Peter Shilton. Tra le sue oltre cento partite giocate con l'Inghilterra è stato capitano in cinquantanove occasioni: cinquantotto partite dal 15 novembre 2000 al 2 luglio 2006 e l'amichevole contro Trinidad e Tobago del 1º giugno 2008.
David Beckham è inoltre uno dei calciatori inglesi più noti e affermati tanto da essere considerato una vera e propria icona del marketing. La rivista Time lo ha infatti inserito nella lista dei cento eroi e icone dell'anno 2004 mentre nel 2008 è stato posizionato quinto nella lista delle 100 celebrità più influenti stilata dalla rivista statunitense Forbes. Inoltre secondo quest'ultima rivista è stato, come già accaduto in diversi anni precedenti, il calciatore più pagato al mondo nel 2012, con un guadagno pari a quarantasei milioni di dollari. Secondo stime del 2012 pubblicate dal The Sunday Times, possiede un patrimonio di circa 190 milioni di sterline. Nel 2015 la rivista statunitense People lo colloca inoltre al primo posto nella classifica degli uomini più belli del pianeta.

## Biografia

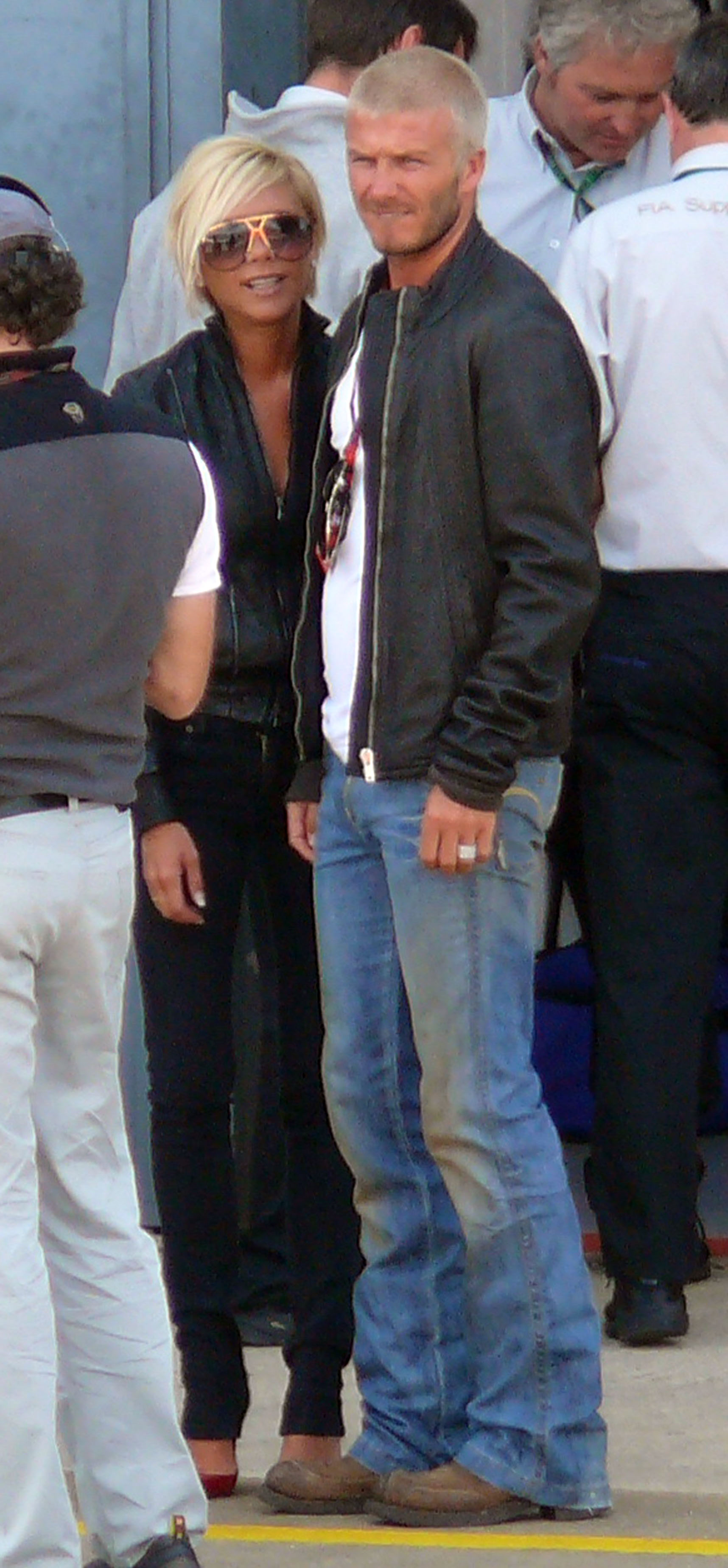
David Beckham con la moglie Victoria Adams a Silverstone in occasione del Gran Premio di Gran Bretagna del 2007.

Nato nel sobborgo londinese di Leytonstone da Sandra Georgina West, parrucchiera, e David Edward Alan "Ted" Beckham, montatore di cucine. Suo nonno materno era ebreo, tanto che lo stesso calciatore si è dichiarato tale. Ha due sorelle, Lynne Georgina, la maggiore, e Joanne Louise, la minore. Suo padre era un tifoso appassionato del Manchester United e molto spesso andavano all'Old Trafford per seguire le partite casalinghe della loro squadra, passione che ha trasmesso anche a David.
È sposato dal 4 luglio 1999 con la cantante inglese Victoria Adams, ex membro delle Spice Girls (da ciò il soprannome di Spice Boy). I coniugi Beckham hanno quattro figli, tre maschi e una femmina: Brooklyn Joseph (Londra, 4 marzo 1999), Romeo James (Londra, 1º settembre 2002), Cruz David (Madrid, 20 febbraio 2005) e Harper Seven (Los Angeles, 10 luglio 2011). I primi due inizialmente hanno seguito le orme paterne giocando nelle giovanili dell'Arsenal il primo e del Fort Lauderdale CF il secondo per poi intraprendere la carriera da modelli.
Nel 1999 i Beckham hanno comprato la loro più celebre casa, il cosiddetto Beckingham Palace (gioco di parole tra Beckham e Buckingham Palace), vicino a Londra, del valore stimato di 7 milioni di sterline. Nell'aprile del 2007, invece, a seguito dell'imminente trasferimento al Los Angeles Galaxy, hanno acquistato una villa a Beverly Hills, vicino a quella di Tom Cruise e Katie Holmes, valutata 22 milioni di dollari.
La rete statunitense NBC ha trasmesso un programma televisivo sull'arrivo dei Beckham negli States, andato in onda 16 luglio 2007.
Nell'ottobre del 2023 invece viene distribuita su Netflix una docuserie sulla vita di Beckham.

## Caratteristiche tecniche
Era un centrocampista, schierato spesso sulla fascia destra, molto abile nell'effettuare cross e nel battere le punizioni col piede destro, tanto da essere considerato uno dei migliori battitori di punizioni di tutti i tempi e da risultare con 65 gol il quinto miglior realizzatore di sempre su punizione dietro a Juninho Pernambucano, Pelé, Ronaldinho e Víctor Legrotaglie. Bravo nei lanci lunghi, era anche un ottimo assist-man.
Durante la sua carriera si è distinto inoltre per la calma con cui giocava e per la professionalità con cui si approcciava al calcio, tanto da rimanere nell'immaginario collettivo come uno dei giocatori più corretti nonché più amati di sempre.

## Carriera

### Club
David Beckham, dotato tecnicamente fin da piccolo, ai tempi della scuola ha fatto parte della selezione che difendeva i colori della contea dell'Essex. A metà degli anni ottanta è entrato nella scuola per giovani talenti di Bobby Charlton a Manchester e a nemmeno undici anni ha vinto un permesso per allenarsi un giorno intero con la cantera del Barcellona. Dopo aver fatto dei provini, con scarsi risultati, per il Leyton Orient, il Tottenham, ha giocato nei Brimsdown Rovers, squadra allenata dal padre. Durante i due anni trascorsi coi Brimsdown Rovers è stato nominato giocatore Under-15 dell'anno 1990, incominciando ad attirare l'attenzione di molti club.

#### Manchester United e prestito al Preston
L'8 luglio 1991, a soli 16 anni, ha firmato un contratto come Youth Training Scheme col Manchester United. Sempre a 16 anni ha lasciato gli studi per dedicarsi completamente al calcio.
Ha fatto parte della squadra giovanile che ha vinto la FA Youth Cup nel 1992, segnando un gol nella finale di ritorno contro il Crystal Palace. Nello stesso anno ha esordito in prima squadra in League Cup il 23 settembre 1992 contro il Brighton & Hove, firmando il primo contratto professionale della sua carriera poco più tardi.
Il 7 dicembre 1994 ha fatto il suo esordio nelle coppe europee nell'ultima partita della fase a gironi di Champions League, vinta 4-0 contro il Galatasaray, nella quale ha segnato anche la seconda rete dei Red Devils al 37º minuto. La vittoria tuttavia non è stata sufficiente per qualificare la squadra ai quarti di finale a vantaggio del Göteborg.
Nel mese di marzo del 1995 è stato ceduto in prestito al Preston North End, squadra di terza divisione, dove ha giocato molto positivamente, segnando 2 gol in 5 partite, uno su punizione e l'altro direttamente da calcio d'angolo.

#### Il ritorno al Manchester United

Da destra: Beckham in azione al Manchester Utd nel 1996, pressato dagli juventini Deschamps e Del Piero in una sfida di Champions League.

Tornato al Manchester United, ha esordito in Premier League il 2 aprile 1995, a 19 anni, contro il Leeds (0-0).
L'allenatore dello United Alex Ferguson aveva grande fiducia nei giocatori delle giovanili e quando Paul Ince, Mark Hughes e Andrej Kančel'skis hanno lasciato il club alla fine della stagione 1994-1995, per sostituirli ha deciso, non senza polemiche, di portare in prima squadra i giovani invece di comprare altri giocatori. Le critiche sono aumentate dopo la sconfitta nella prima partita ufficiale della stagione contro l'Aston Villa, persa per 3-1, nella quale Beckham ha segnato l'unico gol del Manchester United. Invece in quella stagione i giovani si sono comportati bene, realizzando il double Premier League-FA Cup, con Beckham autore di 40 partite e 8 gol, tra cui quello che ha dato la vittoria al Manchester United in semifinale di FA Cup contro il Chelsea, oltre che l'assist su calcio d'angolo per il gol di Cantona in finale.
All'inizio della stagione 1996-1997, conclusa con la vittoria di un'altra Premier League, a Beckham è stata assegnata la maglia numero 10, mentre in quella seguente, dopo il ritiro di Cantona, ha indossato la numero 7, cedendo il 10 a Sheringham.

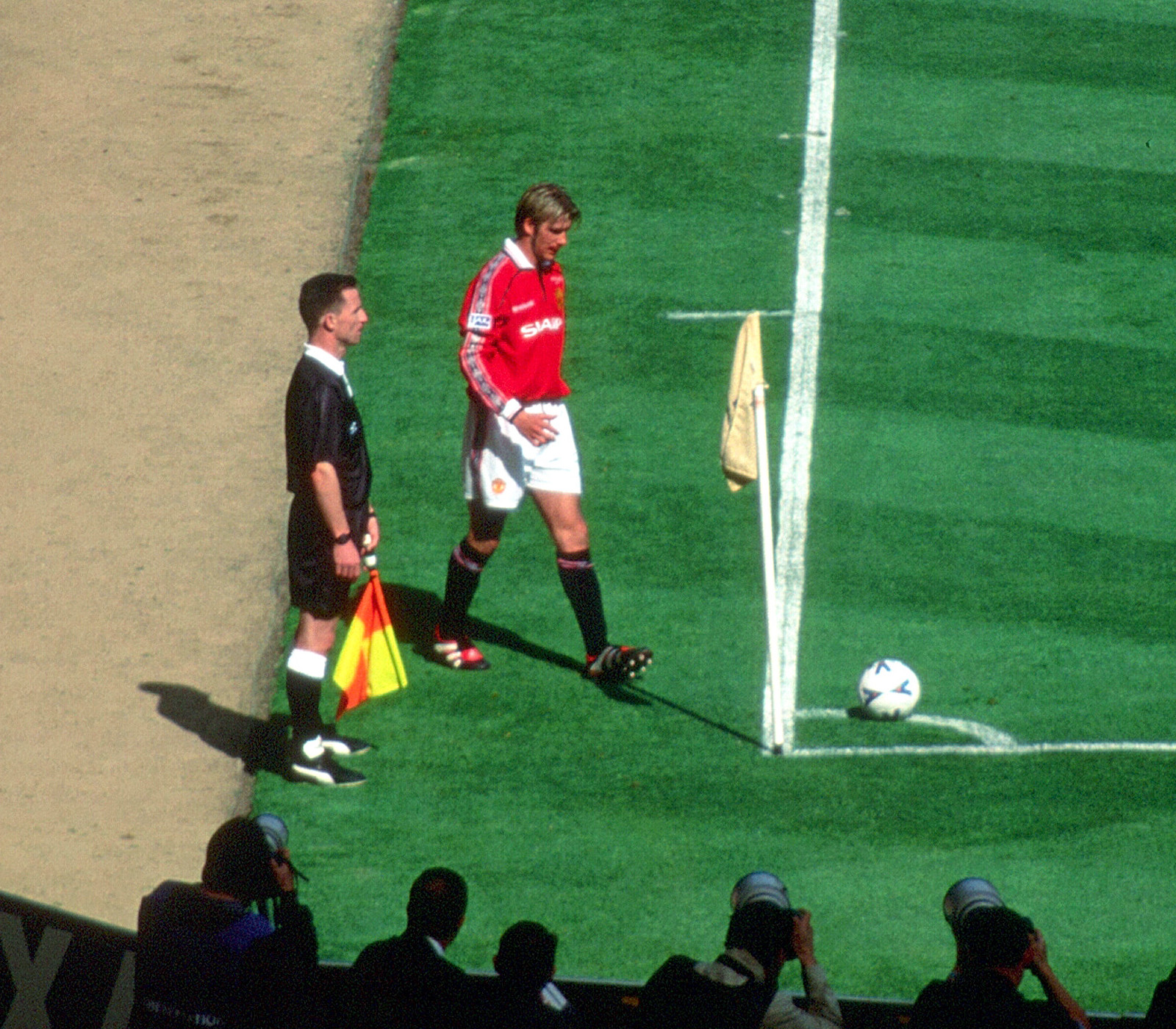
Beckham si appresta a battere un calcio d'angolo nella vittoriosa finale di FA Cup 1998-1999 contro il.

Nel 1999 con il Manchester United ha realizzato un treble, vincendo il campionato, la FA Cup e la Champions League, nella cui finale Beckham è stato autore dei due calci d'angolo dai quali sono poi scaturiti i gol di Sheringham e Solskjær che hanno ribaltato il risultato contro il Bayern Monaco nei minuti di recupero (da 0-1 a 2-1). Nel corso della stagione ha ricoperto più volte il ruolo di centrocampista centrale invece che di ala. Dopo aver perso la Supercoppa UEFA contro la Lazio, ha vinto la Coppa Intercontinentale contro il Palmeiras ed è arrivato secondo nella graduatoria 1999 del Pallone d'oro e del FIFA World Player, preceduto in entrambi i casi da Rivaldo.
Nel 2000 ha partecipato all'edizione pilota della Coppa del Mondo per club, dove è stato espulso per una dura e scorretta entrata su José Milián nella partita contro il Necaxa. La stampa e i tifosi dei Red Devils lo hanno molto criticato per questo cartellino rosso, sostenendo addirittura che il Manchester United avrebbe fatto meglio a venderlo.
Nel 2000 il rapporto fra l'allenatore della squadra Ferguson e Beckham ha iniziato a deteriorarsi a causa della crescente notorietà del giocatore che appariva sempre più spesso sulle copertine delle riviste. Beckham ha saltato un allenamento per badare al figlio Brooklyn che aveva una gastroenterite. Ma la sera stessa la moglie ha presenziato alla settimana della moda di Londra, facendo infuriare Ferguson, visto che se Victoria fosse rimasta accanto al figlio il marito si sarebbe potuto allenare. Come punizione Beckham è stato multato ed escluso dalla successiva partita contro il Leeds. Il conflitto è arrivato al culmine nella stagione successiva quando, il 13 febbraio 2003, dopo aver perso una partita di FA Cup contro l'Arsenal, Ferguson negli spogliatoi ha calciato uno scarpino colpendo Beckham sopra l'occhio, causando una ferita che ha richiesto l'applicazione di due punti di sutura. L'incidente ha provocato un gran numero di voci su un imminente trasferimento del calciatore, con i bookmaker che accettavano scommesse su chi dei due avrebbe lasciato il club per primo.
Il 10 aprile 2002 Beckham si è fratturato il secondo metatarso del piede sinistro nella partita di Champions League contro il Deportivo La Coruña. La stampa inglese insinuò che Duscher aveva rotto il piede a Beckham deliberatamente, poiché Inghilterra e Argentina si sarebbero affrontate nel Mondiale di quell'anno, ma poi l'argentino si scusò per l'intervento. L'infortunio ha impedito a Beckham di giocare con il Manchester United per il resto della stagione, ma non di firmare un nuovo contratto triennale con il club a maggio dopo mesi di trattative, in particolare sui diritti d'immagine. Con questo contratto da 90.000 sterline alla settimana è diventato il calciatore più pagato al mondo in quel periodo.
In totale con i Red Devils in 12 anni Beckham ha vinto 6 campionati, 2 Coppe d'Inghilterra, 2 Charity Shield, una Champions League e una Coppa Intercontinentale. Per Beckham 265 match in Premier League con 62 gol e in totale 394 partite in cui ha realizzato 85 gol.

#### Real Madrid

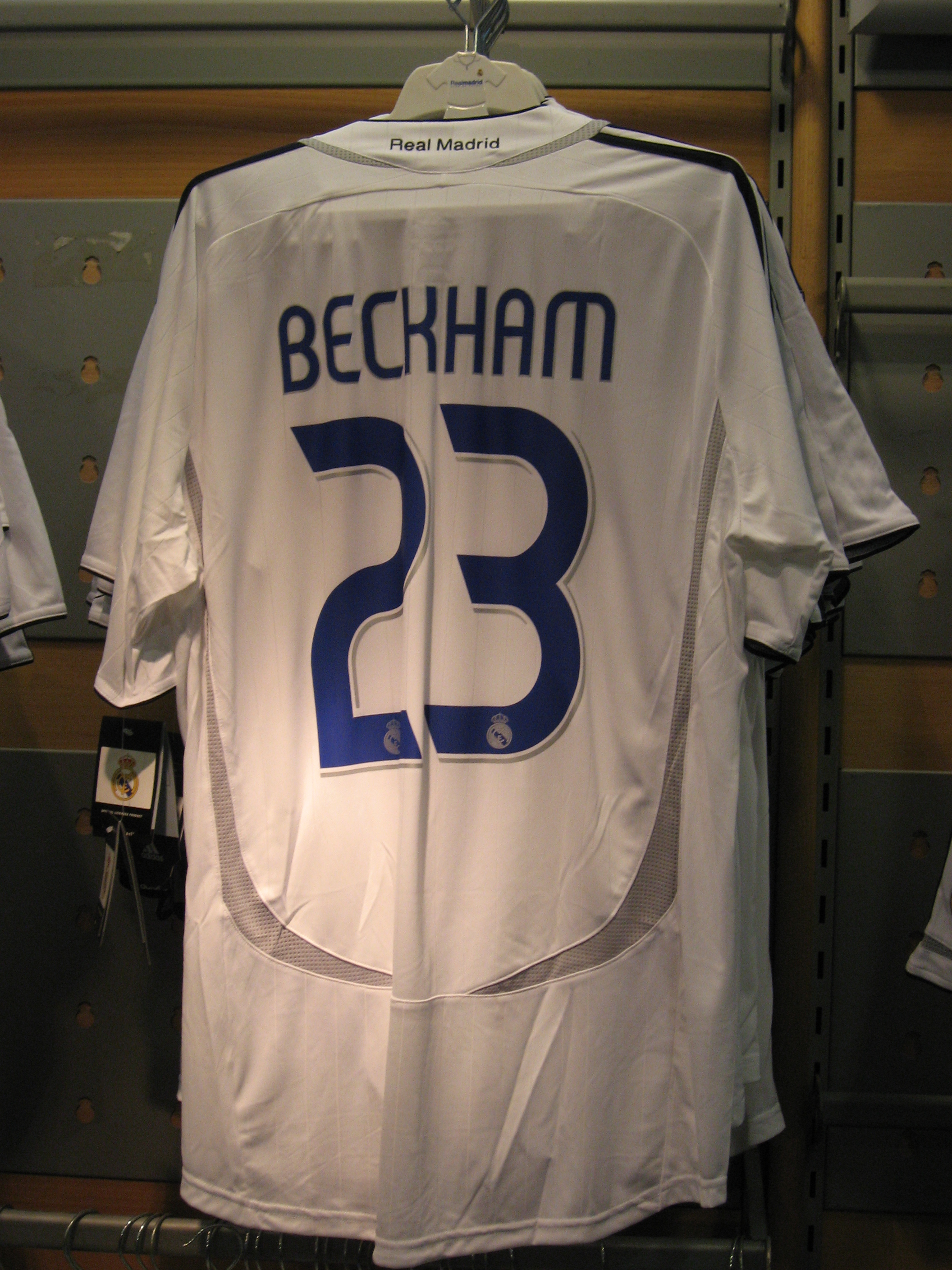
La maglia n. 23 di Beckham al Real Madrid.

Il 17 giugno 2003 Beckham ha accettato un contratto quadriennale da 6 milioni di euro col club spagnolo del Real Madrid, che ha versato 35 milioni di euro al Manchester United. La trattativa, molto laboriosa, si è conclusa all'inizio del mese di luglio nonostante l'iniziale tentativo dei rivali del Barcellona di accaparrarsi il giocatore dei Red Devils, rendendo Beckham il terzo inglese a vestire la maglia dei Galacticos dopo Laurie Cunningham e Steve McManaman. A Madrid, essendo già assegnato al compagno Raúl il numero 7, ha scelto di indossare la maglia numero 23, lo stesso numero indossato dal suo idolo nella pallacanestro Michael Jordan.
Ha esordito in partite ufficiali con il Real Madrid il 24 agosto 2003 al Son Moix contro il Maiorca in Supercoppa di Spagna (vittoria per 2-1), segnando il primo gol con le merengues al 72º minuto della partita di ritorno il 27 agosto, rete che ha fissato il risultato sul 3-0. Nella Liga ha invece esordito il 30 agosto 2003 al Bernabéu contro il Betis, segnando dopo solo 8 minuti la sua prima rete nel campionato spagnolo (2-1 il finale).

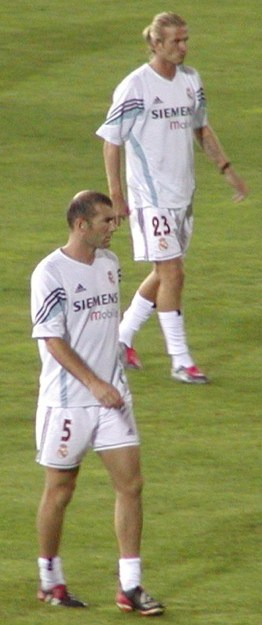
Beckham e Zidane nel 2003.

La prima stagione nella squadra è stata complessivamente al di sotto delle attese, dato il quarto posto in campionato, l'eliminazione ai quarti di Champions League con il Monaco e la sconfitta in Coppa del Re contro il Real Saragozza; l'unica soddisfazione è arrivata nella Supercoppa spagnola a inizio stagione. Beckham ha disputato più di 40 partite e segnato 7 gol, maggior numero di reti personali per l'inglese in una sola stagione con il Real Madrid, diventando immediatamente un beniamino dei tifosi. Ha realizzato anche il 600º gol del Real Madrid nella Coppa dei Campioni/Champions League il 27 novembre 2003 contro l'Olympique Marsiglia. Durante la stagione ha giocato più spesso come interno che come ala, avendo come compagni a centrocampo Zidane e Figo. In più, vista la mancanza di una prima punta forte di testa, il gioco si sviluppava soprattutto attraverso tanti passaggi di prima e possesso palla, quindi ha dovuto fare a meno dei suoi celebri cross e adattarsi a giocare con triangolazioni e passaggi rasoterra.
Nel 2004-2005 e nel 2005-2006 il Real Madrid ha concluso il campionato al secondo posto dietro il Barcellona, con Beckham che è risultato il miglior assist-man della Liga nel 2006.
Nella stagione 2006-2007 il Real Madrid ha assunto come allenatore Fabio Capello, che ha optato per un gioco diverso. Beckham è stato impiegato come titolare all'inizio della stagione, ma poi gli è stato preferito Reyes come ala destra. Il 17 ottobre 2006, in occasione della partita di Champions League contro la Steaua Bucarest vinta dal Real Madrid per 4-1, ha raggiunto quota 100 presenze nella massima competizione europea per club, terzo di sempre in quel periodo e primo tra gli inglesi.
L'11 gennaio 2007 Beckham ha annunciato di aver firmato un contratto quinquennale per il Los Angeles Galaxy, valido a partire dal 1º luglio 2007. Il 13 gennaio Capello ha detto che, stante l'importante contratto firmato con un'altra squadra, Beckham si sarebbe allenato con il Real Madrid, ma non avrebbe più giocato partite ufficiali. Tuttavia l'allenatore ha cambiato idea a febbraio, reintegrando il calciatore che ha segnato subito un gol nella prima partita disputata contro la Real Sociedad. Dopo essere tornato in squadra Beckham ha contribuito alla vittoria della Liga.
A fine stagione il Real Madrid ha annunciato di volere provare a convincere Beckham a rimanere a Madrid, senza però riuscirvi. Un mese dopo la fine dell'esperienza dell'inglese con il Real Madrid, la rivista Forbes ha scritto che Beckham è stato in parte responsabile dell'incremento del 137% dei profitti dei Blancos, per un totale di 600 milioni di dollari durante i 4 anni di militanza di Beckham.
In complessivo nelle 4 stagioni al Real Madrid Beckham ha disputato 159 partite e realizzato 20 gol (principalmente su punizione) oltre che molti assist, vincendo una Liga (2006-2007) e una Supercoppa spagnola (2003).

#### Los Angeles Galaxy
L'11 gennaio 2007 è stato confermato che Beckham avrebbe lasciato il Real Madrid al termine del contratto per passare al Los Angeles Galaxy. Beckham ha rifiutato un'offerta del Milan preferendo l'opzione americana. Il giorno successivo, il calciatore ha organizzato una conferenza stampa ufficiale, in contemporanea con lo svolgimento del SuperDraft 2007. Durante la conferenza stampa ha dichiarato:

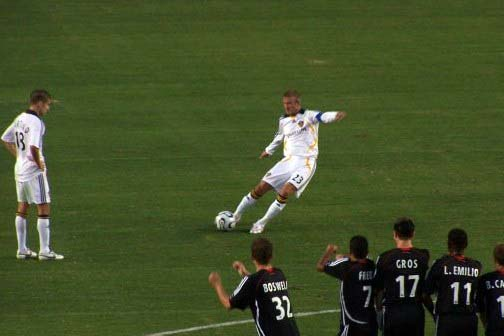
Punizione di Beckham con la maglia del Los Angeles Galaxy.

Il contratto da 5,5 milioni di dollari annui di David Beckham con il Galaxy è entrato in vigore l'11 luglio 2007 ed è stato presentato ufficialmente, all'Home Depot Center, due giorni dopo. Ha scelto il numero 23 e ha spiegato che la scelta è stata anche, come già in precedenza al Real Madrid, un omaggio a Michael Jordan. La società ha anche annunciato che la vendita della sua maglia aveva toccato già quota 250.000 pezzi prima della presentazione.
Il 21 luglio 2007 ha debuttato con la sua nuova squadra, entrando in campo al 78º minuto dell'amichevole disputata dal Galaxy contro il Chelsea. Due settimane dopo, il 9 agosto 2007, è arrivato l'esordio in una gara ufficiale, nella partita contro il D.C. United.
Beckham è tornato in campo la settimana successiva, ancora una volta contro il D.C. United, nella semifinale della North American SuperLiga, disputata il 15 agosto 2007. In quella gara, è partito per la prima volta dall'inizio, ha ricevuto il primo cartellino giallo ed è stato per la prima volta il capitano della squadra. Ha poi segnato il suo primo gol con la nuova maglia e il primo assist, per la rete di Landon Donovan, che hanno garantito al Galaxy la vittoria per 2 a 0 e quindi un posto in finale contro il Pachuca.

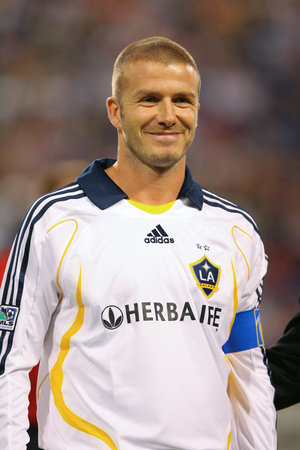
Beckham con la maglia di Galaxy prima della partita benefica di Copa Minnesota 2007 contro i Minnesota Thunder.

Proprio durante la finale contro il Pachuca, Beckham si è infortunato al ginocchio destro e una risonanza magnetica ha rilevato uno stiramento al legamento collaterale mediale, che gli ha causato uno stop di sei settimane. È tornato in tempo per le ultime due gare stagionali, col Galaxy non qualificato ai play-off. È entrato in campo come sostituto il 21 ottobre 2007, nella sconfitta per 1-0 contro il Chicago Fire. Al termine della stagione, il bilancio è stato di 7 partite ufficiali giocate, un gol segnato e tre assist, di cui 5 partite e 2 assist in campionato.
Beckham si è allenato con l'Arsenal per tre settimane a partire dal 4 gennaio 2008, finché non è tornato al Galaxy per la preparazione atletica con la squadra.
Ha segnato il primo gol in campionato nella stagione 2008 contro i San Jose Earthquakes, giocata il 3 aprile 2008, al 9º minuto di gioco. Il 24 maggio 2008 il Los Angeles Galaxy ha battuto per 3-1 i Kansas City Wizards, portandosi così al primo posto della Western Division. Durante la partita Beckham ha segnato un gol da una distanza di circa 70 iarde (circa 65 metri), rete che ha ricordato quelle che aveva realizzato dodici anni prima contro il Wimbledon, a Selhurst Park.
Il 18 settembre 2008 è stato inserito nella Hall of Fame del calcio inglese.

#### I prestiti al Milan e la finale di MLS
Nel mese di ottobre 2008 sono iniziate a circolare con insistenza voci sulla possibilità che Beckham si allenasse con il Milan per non perdere la condizione atletica, a causa della conclusione del campionato statunitense di calcio, e la conseguente possibilità di essere convocato in Nazionale. Il 22 ottobre il vicepresidente dei rossoneri, Adriano Galliani, ha dichiarato ufficialmente che Beckham molto probabilmente sarebbe stato tesserato dal Milan in prestito dal Galaxy a partire dal mese di gennaio; la notizia è stata confermata dallo stesso Beckham e il prestito fino all'inizio della stagione 2009 della MLS è stato ufficializzato il 30 ottobre, con un comunicato apparso sul sito del Milan, che a partire dal 7 gennaio 2009 sarà un giocatore rossonero.

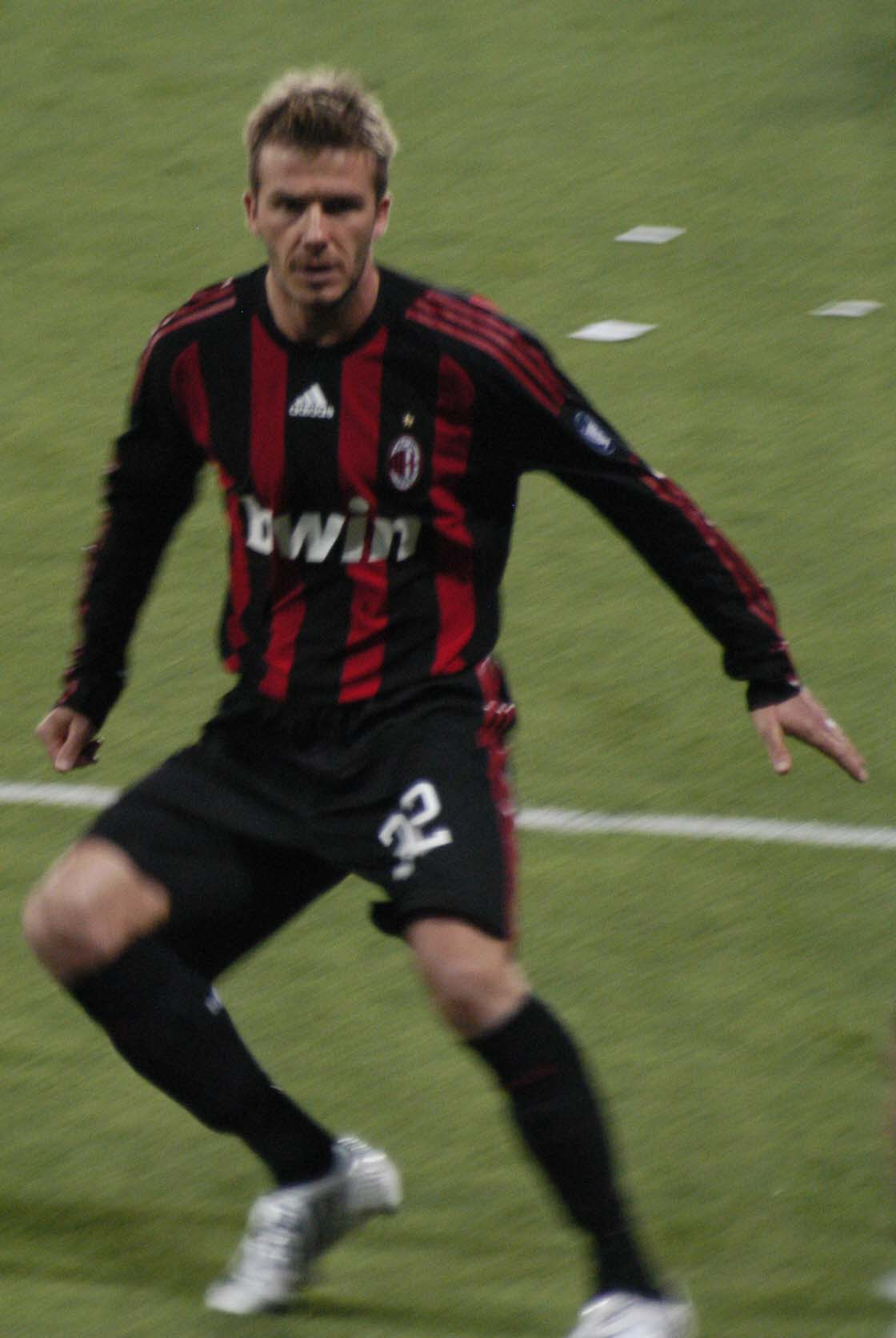
Beckham con la maglia del Milan in amichevole contro l'Al-Sadd.

Beckham ha iniziato ad allenarsi con i nuovi compagni il 30 dicembre, data di inizio del ritiro invernale del Milan a Dubai, e il 6 gennaio 2009 ha debuttato con i rossoneri, disputando il primo tempo dell'amichevole contro l'Amburgo. Ha esordito in partite ufficiali l'11 gennaio in Roma-Milan 2-2, gara valida per la 18ª giornata della Serie A 2008-2009, disputando una partita positiva. Il 25 gennaio ha realizzato il primo gol con il Milan al Dall'Ara contro il Bologna, segnando il gol del definitivo 1-4 per i rossoneri con un destro sul primo palo su assist di Seedorf, ripetendosi tre giorni dopo a San Siro contro il Genoa con un gol su punizione. Il 1º febbraio, nonostante il ritorno al Los Angeles Galaxy fosse ancora previsto per il successivo 9 marzo, è stato inserito dalla società rossonera nella lista dei 25 giocatori per la Coppa UEFA 2008-2009. Ha esordito nelle competizioni UEFA con la maglia rossonera il 18 febbraio al Weserstadion contro il Werder Brema.
L'8 marzo è stato ufficializzato l'accordo tra il Milan e il Los Angeles Galaxy per il prolungamento del prestito del calciatore inglese fino alla fine della stagione 2008-2009. A fine stagione Beckham, con il Milan, ha totalizzato 20 presenze (18 in Serie A e 2 in Coppa UEFA) con 2 reti, entrambe realizzate in campionato.
Nel luglio 2009 si è riaggregato al Los Angeles Galaxy, con cui ha disputato 11 partite e realizzato 2 gol nell'ultima parte della Major League Soccer 2009. Il piazzamento finale al primo posto della Western Conference è valso l'accesso ai play-off per la prima volta dall'arrivo di Beckham a Los Angeles. Il Galaxy è poi stato battuto in finale il 22 novembre 2009 dal Real Salt Lake dopo i rigori, partita nella quale Beckham è sceso in campo dopo tre infiltrazioni alla caviglia e ha realizzato il primo dei tiri dal dischetto della squadra di Los Angeles.
Il 2 novembre 2009 è stato ufficializzato un nuovo prestito al Milan a partire dal gennaio 2010 per 6 mesi, fino alla fine della stagione 2009-2010. Nella sua seconda avventura in rossonero ha debuttato il 6 gennaio nella partita vinta 5-2 contro il Genoa sul campo di San Siro. Il 14 marzo 2010, nella partita contro il Chievo, ha riportato la rottura del tendine d'Achille della gamba sinistra, infortunio che lo ha costretto a chiudere anticipatamente la stagione con i rossoneri e gli ha precluso la possibile convocazione ai Mondiali 2010. Beckham è stato operato per la riparazione con sutura del tendine il giorno seguente dal professor Sakari Orava all'ospedale "Mehiläinen" di Turku, in Finlandia.

#### Il ritorno al Los Angeles Galaxy

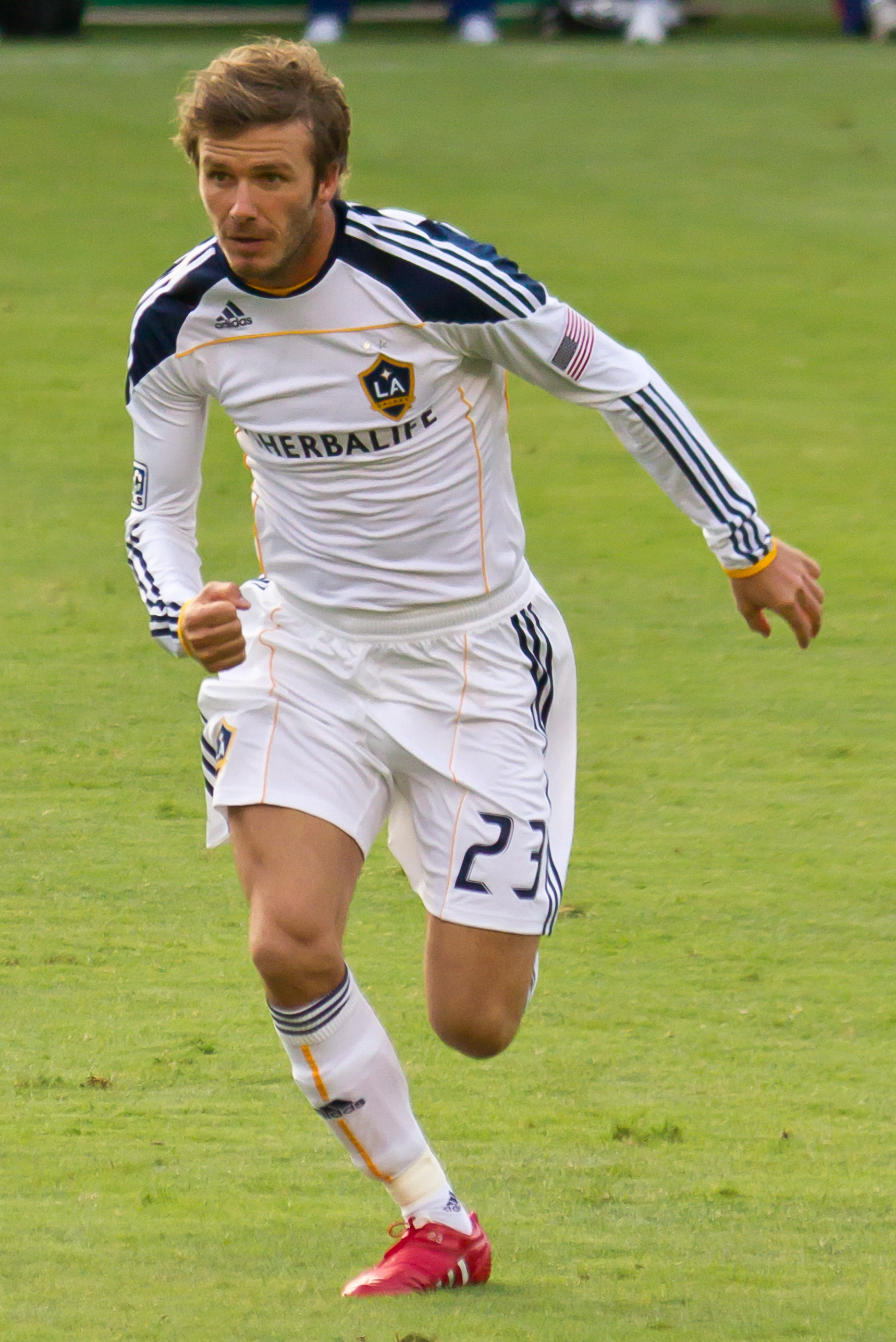
Beckham con la maglia del Los Angeles Galaxy nel 2010.

Dopo l'infortunio al tendine d'Achille è ritornato in campo l'11 settembre 2010 contro il Columbus Crew, subentrando a Juninho al 70º minuto di gioco. Dopo un'altra presenza da subentrante contro il D.C. United, ha disputato la prima partita da titolare dopo il rientro dall'infortunio il 24 settembre 2010 contro i New York Red Bulls, giocando tutti i 90 minuti.
Beckham si è allenato con il Tottenham a partire dall'11 gennaio 2011 fino al 24 febbraio 2011 per poi tornare negli USA in vista dell'inizio della stagione 2011 della MLS. Ha segnato il primo gol stagionale il 14 maggio 2011 contro Kansas City, realizzando su calcio di punizione la rete del definitivo 4-1 in favore della squadra californiana. Nel corso della regular season ha disputato 26 partite e segnato 2 gol, qualificandosi con il Galaxy ai play-off per l'assegnazione della MLS Cup come miglior squadra della stagione regolare. Nei play-off Beckham ha disputato tutte le 4 partite della squadra di Los Angeles che, grazie ad altrettanti successi, l'ultimo dei quali per 1-0 in finale contro la Houston Dynamo, ha vinto la Major League Soccer 2011. Prima della vittoriosa finale il calciatore inglese è stato anche inserito per la prima volta nel MLS Best XI, la formazione composta dagli 11 migliori giocatori della stagione MLS.
Il 18 gennaio 2012 Beckham ha deciso di firmare un nuovo contratto biennale con il Los Angeles Galaxy, dopo che il precedente accordo era terminato nel dicembre 2011. Nel corso della stagione 2012 ha disputato 24 partite nella regular season della MLS segnando 7 gol, record personale nel campionato nordamericano. Il 19 novembre 2012, giorno seguente alla qualificazione del Galaxy per la finale dei play-off, Beckham ha dichiarato che quella per lui sarebbe stata l'ultima partita con la squadra statunitense. Il calciatore inglese è stato schierato come titolare in quella gara contro la Houston Dynamo, che il Galaxy ha battuto per 3-1, e ha così concluso l'esperienza di Los Angeles vincendo il proprio secondo titolo MLS. In totale nei 5 anni trascorsi con il Los Angeles Galaxy Beckham ha disputato 125 partite e segnato 20 gol.

#### Paris Saint-Germain
Dopo essersi allenato per alcuni giorni con l'Arsenal, il 31 gennaio 2013 ha firmato un contratto di 5 mesi con il Paris Saint-Germain Beckham ha scelto la maglia numero 32 e ha deciso di non percepire uno stipendio ma di devolvere la propria retribuzione in beneficenza. Ha esordito con la squadra parigina il 24 febbraio seguente, subentrando a Javier Pastore al 76º minuto della partita di Ligue 1 contro l'Olympique Marsiglia, diventando così il 400º giocatore a indossare la maglia del PSG in una partita ufficiale. Con la squadra della capitale francese ha vinto il campionato nazionale, a due giornate dal termine, grazie alla vittoria ottenuta contro l'Olympique Lione.
Pochi giorni dopo la vittoria della Ligue 1, il 16 maggio 2013, ha annunciato, a 38 anni, il suo ritiro dal calcio giocato al termine della stagione 2012-2013. Nella successiva partita di campionato del 18 maggio 2013 contro il Brest, ultima casalinga per il PSG, è stato schierato come titolare e ha indossato la fascia di capitano. A 10 minuti dal termine della partita, vinta 3-1, Ancelotti ha sostituito Beckham che ha lasciato il campo visibilmente commosso ricevendo una standing ovation dai tifosi e abbracci dai compagni e dallo staff tecnico del Paris Saint-Germain. Questa è stata l'ultima partita disputata dal calciatore inglese che ha così concluso la sua carriera dopo 20 anni nei quali ha accumulato 844 presenze e 146 gol totali tra club e Nazionale maggiore.

### Nazionale
Dopo aver disputato 3 partite con la Nazionale inglese Under-18 nel biennio 1992-1993 e 9 con l'Under-21 tra il 1995 e il 1996, Beckham ha debuttato nella Nazionale maggiore inglese il 1º settembre 1996 nella partita di qualificazione ai Mondiali del 1998 a Chișinău contro la Moldavia.

#### Mondiale 1998
Dopo aver disputato gran parte delle partite di qualificazione per i Mondiali 1998, è stato inserito dal CT Glenn Hoddle tra i convocati per la fase finale in Francia. Tuttavia Hoddle lo ha accusato di non concentrarsi sul torneo e lo ha quindi escluso dalle prime due partite giocate dagli inglesi. È stato schierato in campo per la prima volta durante i mondiali nella partita contro la Colombia, vinta 2-0 dall'Inghilterra, nella quale Beckham ha segnato al 29º minuto il gol del definitivo 2-0, primo con la maglia della Nazionale. Negli ottavi di finale il 30 giugno 1998 l'Inghilterra ha affrontato l'Argentina che, dopo il 2-2 maturato nei 120', ha eliminato gli inglesi ai rigori. Una concausa è stata l'espulsione rimediata al 47º minuto dallo stesso Beckham, colpevole di aver reagito, mentre era a terra, a un fallo subito dall'argentino Diego Simeone dando un calcio a quest'ultimo. Le critiche allo "Spice Boy" non hanno tardato ad arrivare, e le più pesanti chiedevano addirittura una sua uscita dalla Nazionale. Un anno più tardi lo stesso Simeone ha ammesso di essere caduto accentuando gli effetti del colpo ricevuto per indurre l'arbitro Kim Milton Nielsen ad espellere il giocatore inglese.

#### Europeo 2000
Beckham però non ha lasciato la Nazionale, venendo anche convocato da Kevin Keegan per gli Europei del 2000 in Belgio e Paesi Bassi, e i tifosi spesso lo hanno contestato. La contestazione più eclatante è avvenuta proprio durante Euro 2000, quando l'Inghilterra è stata sconfitta dal Portogallo per 3-2. Nonostante Beckham avesse propiziato con due assist i gol di Scholes e McManaman, durante tutta la partita alcuni supporter lo avevano continuamente provocato e insultato. Beckham ha reagito mostrando a quei tifosi il dito medio, suscitando diverse reazioni dai giornali inglesi che, oltre ad alcune critiche, hanno chiesto ai lettori di smettere di prendere di mira il calciatore.
Dopo il ritiro di Alan Shearer dalla Nazionale e le dimissioni di Keegan, Beckham è stato scelto come capitano degli inglesi da Peter Taylor per l'amichevole Italia-Inghilterra del 15 novembre 2000, conclusasi 1-0 per gli azzurri. Beckham ha poi mantenuto la fascia di capitano anche col nuovo CT dell'Inghilterra Sven-Göran Eriksson.

#### Mondiale 2002 ed Europeo 2004
Grazie a una sua punizione contro la Grecia che al 94º minuto di gioco ha fissato il risultato sul 2-2, l'Inghilterra è riuscita a qualificarsi al Mondiale 2002 in Corea del Sud e Giappone. Da giocatore da dileggiare Beckham è diventato quasi un eroe nazionale, tanto che è stato nominato dalla BBC "Sportivo dell'anno" 2001. Beckham è stato convocato per i Mondiali 2002 da Eriksson anche se non era in perfetta forma fisica, essendosi rotto qualche mese prima il piede per uno scontro con Duscher del Deportivo La Coruña. Ha comunque disputato da titolare e capitano tutte le 5 partite dell'Inghilterra, segnando anche il rigore che ha determinato l'1-0 finale contro l'Argentina nel girone eliminatorio. Quell'anno però l'Inghilterra fu eliminata nei quarti di finale dopo la sconfitta per 2-1 contro il Brasile, futuro vincitore del torneo.

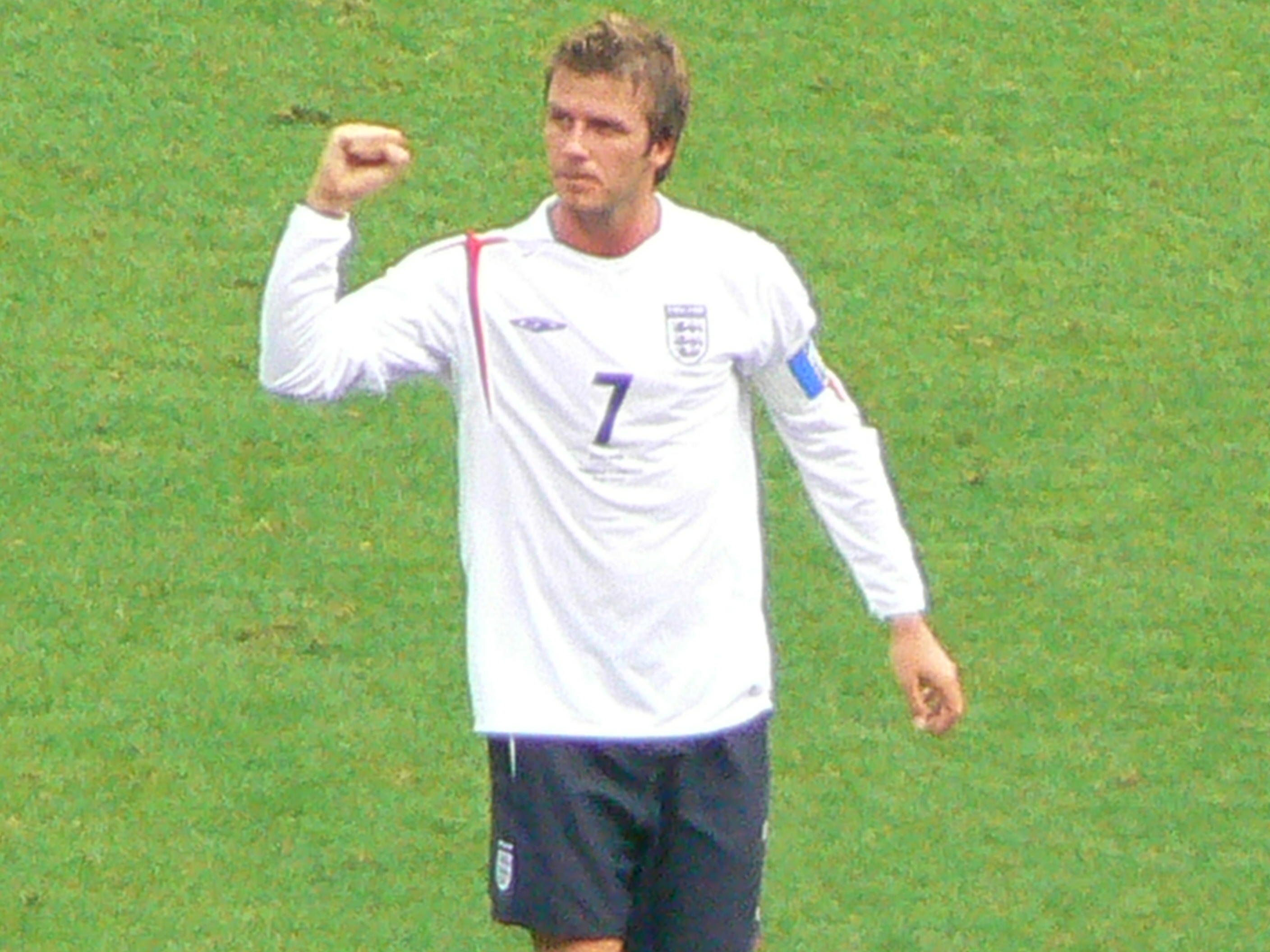
Beckham con la fascia di capitano dell'Inghilterra durante il Mondiale 2006.

Beckham ha giocato tutte le partite del Campionato europeo di calcio 2004 in Portogallo. Nella partita inaugurale contro la Francia, persa 2-1, ha sbagliato un calcio di rigore al 73º minuto sul punteggio di 1-0 per gli inglesi. Ai quarti di finale, l'Inghilterra è stata eliminata dalla formazione di casa. L'incontro è stato deciso ai tiri di rigore, con Beckham che ha calciato il proprio rigore, primo della serie, cercando l'incrocio dei pali ma mandando il pallone alto oltre la traversa.

#### Mondiale 2006
Ai Mondiali del 2006 in Germania Beckham si è presentato ancora da capitano. Ha Giocato da titolare in tutte le partite: nella prima con il Paraguay ha propiziato con la sua punizione l'autorete di Gamarra. Nella seconda ha fornito l'assist per il gol dell'1-0 realizzato da Crouch contro Trinidad e Tobago. Dopo aver pareggiato contro la Svezia, è proprio un suo gol su punizione a piegare l'Ecuador negli ottavi (1-0), diventando il primo inglese a segnare in tre diverse edizioni dei Mondiali. Nei quarti, contro il Portogallo, è stato costretto ad uscire per infortunio nel secondo tempo e non ha potuto quindi prendere parte alla lotteria dei rigori, che (esattamente come a Euro 2004) ha premiato i lusitani col punteggio finale di 3-1, dopo che la partita si era conclusa sullo 0-0 ai supplementari.
Il giorno dopo l'eliminazione Beckham ha annunciato la sua rinuncia alla fascia di capitano della Nazionale dopo 6 anni e nonostante gli mancassero poche partite per raggiungere quota 100 presenze, dichiarando:

#### La gestione McClaren

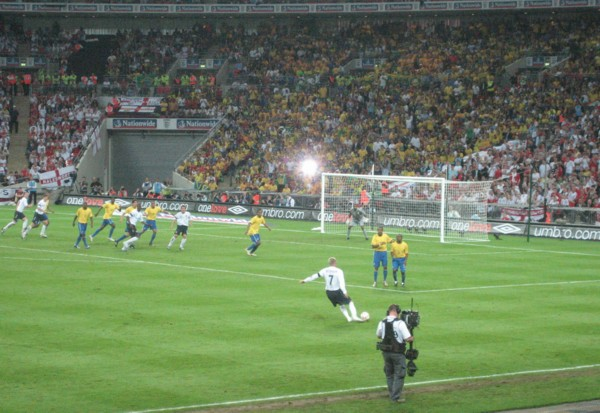
Una punizione di Beckham contro il Brasile.

Il nuovo commissario tecnico, Steve McClaren, affidò i gradi di capitano a John Terry ma escluse Beckham dalle convocazioni. Il trentaduenne centrocampista rientrò in Nazionale nel maggio 2007, disputando un'amichevole con il Brasile per l'inaugurazione del nuovo Wembley. Il 22 agosto 2007, scendendo in campo contro la Germania, divenne il primo calciatore a vestire la maglia dei Leoni mentre militava in un campionato non europeo.
A distanza di tre mesi, il 21 novembre, McClaren lo fece subentrare nella ripresa durante l'incontro con la Croazia: la sfida era decisiva per la qualificazione dei britannici, in quel momento sotto di due gol, all'Europeo 2008. Dopo aver accorciato le distanze, gli inglesi trovarono il pari con Crouch che sfruttò proprio un assist di Beckham: la terza rete dei croati comportò tuttavia il successo di questi ultimi, causando l'eliminazione della squadra di McClaren.

#### 2008-2009 e Mondiale 2010

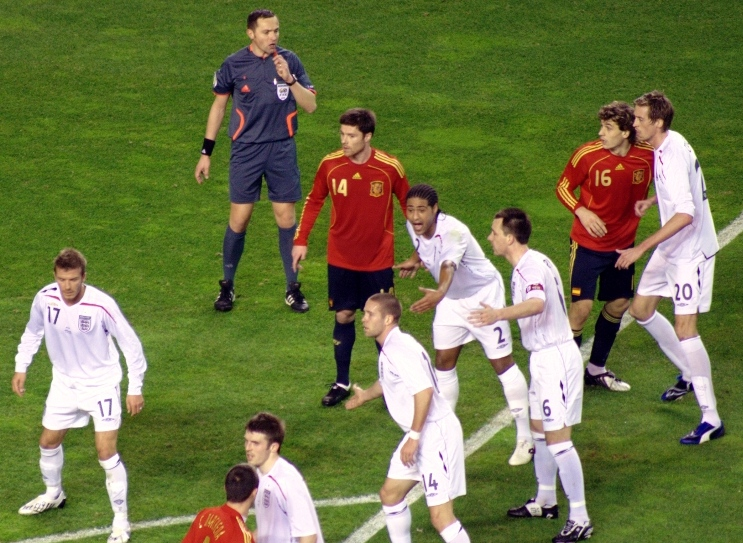
Beckham (n. 17) in azione nell'amichevole contro la Spagna dell'11 febbraio 2009.

Dopo la nomina di Fabio Capello come CT dell'Inghilterra Beckham è stato convocato per l'amichevole del 26 marzo 2008 contro la Francia, dove ha disputato la 100ª partita con la Nazionale inglese, diventando il quinto giocatore inglese di sempre a raggiungere tale traguardo dopo Billy Wright, Bobby Charlton, Bobby Moore e Peter Shilton. Dopo la partita i compagni di squadra gli hanno regalato un iPod d'oro e prima della partita con gli Stati Uniti del 28 maggio 2008 Bobby Charlton, idolo dell'inglese e soprattutto del padre, ha consegnato a Beckham un cappello d'oro in ricordo della 100ª presenza in Nazionale. Il 1º giugno 2008, a sorpresa, ha nuovamente indossato la fascia di capitano nell'amichevole contro Trinidad e Tobago.
L'11 febbraio 2009, scendendo in campo nel secondo tempo dell'amichevole di Siviglia con la Spagna ha giocato la partita numero 108 in Nazionale, raggiungendo Bobby Moore al secondo posto nella classifica di presenze con la Nazionale inglese, primo tra i giocatori di movimento. L'ha poi superato il 28 marzo 2009 disputando il secondo tempo dell'amichevole contro la Slovacchia.
A causa di un infortunio al tendine d'Achille Beckham non ha potuto partecipare ai Mondiali 2010, ma il CT Capello ha deciso di portarlo in Sudafrica come collaboratore anche se senza un ruolo ufficiale all'interno dello staff tecnico della Nazionale inglese.
Conta 115 presenze e 17 reti con la Nazionale inglese, indossando in 59 occasioni la fascia di capitano.

## Dopo il ritiro
Dopo alcune manifestazioni di interesse da parte di soggetti diversi, e trattative con potenziali investitori, nel febbraio 2014 la Lega Calcio statunitense annuncia che David Beckham ha esercitato l'opzione per l'acquisto di un club di Major League Soccer e che la cordata di investitori capeggiata dall'ex calciatore inglese avrebbe fondato una franchigia a Miami, investendo anche nella costruzione di un nuovo impianto (ritenuto imprescindibile dalla federazione). I soci di Beckham sono i fratelli Mas (immobiliaristi colombiani), il giapponese Masayoshi Son (magnate del web) e il boliviano Marcelo Claure (magnate delle telecomunicazioni e proprietario del Club Bolívar).
Il 29 gennaio 2018 Miami è annunciata come la venticinquesima squadra partecipante alla MLS a partire dalla stagione 2020. Il 5 settembre dello stesso anno è stato ufficializzato che il nome della franchigia sarebbe stato Club Internacional de Fútbol Miami, comunemente abbreviato in Inter Miami CF. Il 1º marzo 2020 la squadra debutta in MLS perdendo contro il Los Angeles Football Club per 1-0; giocherà in casa a Fort Lauderdale in attesa del completamento dello stadio previsto per il 2022. Al primo anno di MLS il club arriva decimo nella regular season e viene eliminato al turno preliminare di play-off per mano del Nashville.
Nel mentre, precisamente nel settembre del 2019, fonda una società di rappresentanza chiamata Footwork Management Ltd che si occuperà di procure per calciatori e che ha come soci Dave Garner, Nicola Howson e l'ex calciatore di Nottingham Forest e Manchester United David Johnson.
Nell'ottobre del 2021 viene annunciato come ambasciatore del Mondiale del 2022 disputatosi in Qatar ma a motivo di questa scelta venne criticato vista “la preoccupante situazione dei diritti umani in Qatar. Dal maltrattamento di lunga data sui lavoratori migranti ai limiti alla libertà di parola e alla criminalizzazione delle relazioni omosessuali".
Nel maggio del 2025 debutta su Paramount + il suo Beckham & Friends Live come approfondimento delle partite di Champions League con diversi ospiti.

## Statistiche
Tra club, nazionale maggiore e nazionali giovanili, Beckham ha giocato 856 partite segnando 146 reti, alla media di 0,17 gol a partita.

### Presenze e reti nei club
| Stagione                      | Squadra                   | Campionato                | Campionato | Campionato | Coppe nazionali | Coppe nazionali | Coppe nazionali | Coppe continentali | Coppe continentali | Coppe continentali | Altre coppe    | Altre coppe | Altre coppe | Totale | Totale |
| Stagione                      | Squadra                   | Comp                      | Pres       | Reti       | Comp            | Pres            | Reti            | Comp               | Pres               | Reti               | Comp           | Pres        | Reti        | Pres   | Reti   |
| ----------------------------- | ------------------------- | ------------------------- | ---------- | ---------- | --------------- | --------------- | --------------- | ------------------ | ------------------ | ------------------ | -------------- | ----------- | ----------- | ------ | ------ |
| 1992-1993                     | Manchester Utd            | PL                        | 0          | 0          | FACup+CdL       | 0+1             | 0               | CU                 | 0                  | 0                  | -              | -           | -           | 1      | 0      |
| 1993-1994                     | Manchester Utd            | PL                        | 0          | 0          | FACup+CdL       | 0               | 0               | UCL                | 0                  | 0                  | CS             | 0           | 0           | 0      | 0      |
| 1994-feb.1995 e apr.-giu.1995 | Manchester Utd            | PL                        | 4          | 0          | FACup+CdL       | 2+3             | 0               | UCL                | 1                  | 1                  | CS             | 0           | 0           | 10     | 1      |
| feb. -apr.1995                | Preston N.E.              | TD                        | 5          | 2          | -               | -               | -               | -                  | -                  | -                  | -              | -           | -           | 5      | 2      |
| 1995-1996                     | Manchester Utd            | PL                        | 33         | 7          | FACup+CdL       | 3+2             | 1+0             | CU                 | 2                  | 0                  | -              | -           | -           | 40     | 8      |
| 1996-1997                     | Manchester Utd            | PL                        | 36         | 8          | FACup+CdL       | 2+0             | 1+0             | UCL                | 10                 | 2                  | CS             | 1           | 1           | 49     | 12     |
| 1997-1998                     | Manchester Utd            | PL                        | 37         | 9          | FACup+CdL       | 4+0             | 2+0             | UCL                | 8                  | 0                  | CS             | 1           | 0           | 50     | 11     |
| 1998-1999                     | Manchester Utd            | PL                        | 34         | 6          | FACup+CdL       | 7+1             | 1+0             | UCL                | 12                 | 2                  | CS             | 1           | 0           | 55     | 9      |
| 1999-2000                     | Manchester Utd            | PL                        | 31         | 6          | FACup+CdL       | 0               | 0               | UCL                | 12                 | 2                  | CS+SU+CInt+Cmc | 1+1+1+2     | 0           | 48     | 8      |
| 2000-2001                     | Manchester Utd            | PL                        | 31         | 9          | FACup+CdL       | 2+0             | 0               | UCL                | 12                 | 0                  | CS             | 1           | 0           | 46     | 9      |
| 2001-2002                     | Manchester Utd            | PL                        | 28         | 11         | FACup+CdL       | 1+0             | 0               | UCL                | 13                 | 5                  | CS             | 1           | 0           | 43     | 16     |
| 2002-2003                     | Manchester Utd            | PL                        | 31         | 6          | FACup+CdL       | 3+5             | 1+1             | UCL                | 13                 | 3                  | -              | -           | -           | 52     | 11     |
| Totale Manchester United      | Totale Manchester United  | Totale Manchester United  | 265        | 62         |                 | 36              | 7               |                    | 83                 | 15                 |                | 10          | 1           | 394    | 85     |
| 2003-2004                     | Real Madrid               | PD                        | 32         | 3          | CR              | 5               | 2               | UCL                | 7                  | 1                  | SS             | 2           | 1           | 46     | 7      |
| 2004-2005                     | Real Madrid               | PD                        | 30         | 4          | CR              | 0               | 0               | UCL                | 8                  | 0                  | -              | -           | -           | 38     | 4      |
| 2005-2006                     | Real Madrid               | PD                        | 31         | 3          | CR              | 6               | 1               | UCL                | 7                  | 1                  | -              | -           | -           | 44     | 5      |
| 2006-2007                     | Real Madrid               | PD                        | 23         | 3          | CR              | 2               | 1               | UCL                | 6                  | 0                  | -              | -           | -           | 31     | 4      |
| Totale Real Madrid            | Totale Real Madrid        | Totale Real Madrid        | 116        | 13         |                 | 13              | 4               |                    | 28                 | 2                  |                | 2           | 1           | 159    | 20     |
| lug.-nov. 2007                | LA Galaxy                 | MLS                       | 5          | 0          | USOC            | 0               | 0               | SL                 | 2                  | 1                  | -              | -           | -           | 7      | 1      |
| 2008                          | LA Galaxy                 | MLS                       | 25         | 5          |                 | -               | -               | -                  | -                  | -                  | -              | -           | -           | 25     | 5      |
| gen.-giu. 2009                | Milan                     | A                         | 18         | 2          | -               | -               | -               | CU                 | 2                  | 0                  | -              | -           | -           | 20     | 2      |
| lug.-nov. 2009                | LA Galaxy                 | MLS                       | 11+4       | 2+0        |                 | -               | -               | -                  | -                  | -                  | -              | -           | -           | 15     | 2      |
| gen.-giu. 2010                | Milan                     | A                         | 11         | 0          | CI              | 0               | 0               | UCL                | 2                  | 0                  | -              | -           | -           | 13     | 0      |
| Totale Milan                  | Totale Milan              | Totale Milan              | 29         | 2          |                 | 0               | 0               |                    | 4                  | 0                  |                | -           | -           | 33     | 2      |
| lug.-nov. 2010                | LA Galaxy                 | MLS                       | 7+3        | 2+0        | USOC            | 0               | 0               | -                  | -                  | -                  | -              | -           | -           | 10     | 2      |
| 2011                          | LA Galaxy                 | MLS                       | 26+4       | 2+0        | USOC            | 0               | 0               | CCL                | 4                  | 0                  | -              | -           | -           | 34     | 2      |
| 2012                          | LA Galaxy                 | MLS                       | 24+6       | 7+0        | USOC            | 0               | 0               | CCL+CCL            | 2+1                | 0+1                | -              | -           | -           | 33     | 8      |
| Totale Los Angeles Galaxy     | Totale Los Angeles Galaxy | Totale Los Angeles Galaxy | 98+17      | 18+0       |                 | 0               | 0               |                    | 9                  | 2                  |                | -           | -           | 124    | 20     |
| gen.-giu. 2013                | Paris Saint-Germain       | L1                        | 10         | 0          | CF+CdL          | 2+0             | 0               | UCL                | 2                  | 0                  | -              | -           | -           | 14     | 0      |
| Totale carriera               | Totale carriera           | Totale carriera           | 523+17     | 97+0       |                 | 51              | 11              |                    | 126                | 19                 |                | 12          | 2           | 729    | 129    |

### Cronologia presenze e reti in nazionale
| Cronologia completa delle presenze e delle reti in nazionale ― Inghilterra | Cronologia completa delle presenze e delle reti in nazionale ― Inghilterra | Cronologia completa delle presenze e delle reti in nazionale ― Inghilterra | Cronologia completa delle presenze e delle reti in nazionale ― Inghilterra | Cronologia completa delle presenze e delle reti in nazionale ― Inghilterra | Cronologia completa delle presenze e delle reti in nazionale ― Inghilterra | Cronologia completa delle presenze e delle reti in nazionale ― Inghilterra | Cronologia completa delle presenze e delle reti in nazionale ― Inghilterra |
| Data                                                                       | Città                                                                      | In casa                                                                    | Risultato                                                                  | Ospiti                                                                     | Competizione                                                               | Reti                                                                       | Note                                                                       |
| -------------------------------------------------------------------------- | -------------------------------------------------------------------------- | -------------------------------------------------------------------------- | -------------------------------------------------------------------------- | -------------------------------------------------------------------------- | -------------------------------------------------------------------------- | -------------------------------------------------------------------------- | -------------------------------------------------------------------------- |
| 1-9-1996                                                                   | Chișinău                                                                   | Moldavia                                                                   | 0 – 3                                                                      | Inghilterra                                                                | Qual. Mondiali 1998                                                        | -                                                                          |                                                                            |
| 9-10-1996                                                                  | Londra                                                                     | Inghilterra                                                                | 2 – 1                                                                      | Polonia                                                                    | Qual. Mondiali 1998                                                        | -                                                                          |                                                                            |
| 9-11-1996                                                                  | Tbilisi                                                                    | Georgia                                                                    | 0 – 2                                                                      | Inghilterra                                                                | Qual. Mondiali 1998                                                        | -                                                                          |                                                                            |
| 12-2-1997                                                                  | Londra                                                                     | Inghilterra                                                                | 0 – 1                                                                      | Italia                                                                     | Qual. Mondiali 1998                                                        | -                                                                          |                                                                            |
| 30-4-1997                                                                  | Londra                                                                     | Inghilterra                                                                | 2 – 0                                                                      | Georgia                                                                    | Qual. Mondiali 1998                                                        | -                                                                          |                                                                            |
| 24-5-1997                                                                  | Manchester                                                                 | Inghilterra                                                                | 2 – 1                                                                      | Sudafrica                                                                  | Amichevole                                                                 | -                                                                          |                                                                            |
| 31-5-1997                                                                  | Chorzów                                                                    | Polonia                                                                    | 0 – 2                                                                      | Inghilterra                                                                | Qual. Mondiali 1998                                                        | -                                                                          |                                                                            |
| 4-6-1997                                                                   | Nantes                                                                     | Italia                                                                     | 0 – 2                                                                      | Inghilterra                                                                | Amichevole                                                                 | -                                                                          |                                                                            |
| 7-6-1997                                                                   | Montpellier                                                                | Francia                                                                    | 0 – 1                                                                      | Inghilterra                                                                | Amichevole                                                                 | -                                                                          |                                                                            |
| 10-9-1997                                                                  | Londra                                                                     | Inghilterra                                                                | 4 – 0                                                                      | Moldavia                                                                   | Qual. Mondiali 1998                                                        | -                                                                          |                                                                            |
| 11-10-1997                                                                 | Roma                                                                       | Italia                                                                     | 0 – 0                                                                      | Inghilterra                                                                | Qual. Mondiali 1998                                                        | -                                                                          |                                                                            |
| 15-11-1997                                                                 | Londra                                                                     | Inghilterra                                                                | 2 – 0                                                                      | Camerun                                                                    | Amichevole                                                                 | -                                                                          |                                                                            |
| 22-4-1998                                                                  | Londra                                                                     | Inghilterra                                                                | 3 – 0                                                                      | Portogallo                                                                 | Amichevole                                                                 | -                                                                          |                                                                            |
| 23-5-1998                                                                  | Londra                                                                     | Inghilterra                                                                | 0 – 0                                                                      | Arabia Saudita                                                             | Amichevole                                                                 | -                                                                          |                                                                            |
| 29-5-1998                                                                  | Casablanca                                                                 | Belgio                                                                     | 0 – 0 (4 – 3 dtr)                                                          | Inghilterra                                                                | Trofeo di calcio Hassan II 1998                                            | -                                                                          |                                                                            |
| 22-6-1998                                                                  | Tolosa                                                                     | Romania                                                                    | 2 – 1                                                                      | Inghilterra                                                                | Mondiali 1998 - 1º turno                                                   | -                                                                          |                                                                            |
| 26-6-1998                                                                  | Lens                                                                       | Colombia                                                                   | 0 – 2                                                                      | Inghilterra                                                                | Mondiali 1998 - 1º turno                                                   | 1                                                                          |                                                                            |
| 30-6-1998                                                                  | Saint-Étienne                                                              | Argentina                                                                  | 2 – 2 dts (3 – 2 dtr)                                                      | Inghilterra                                                                | Mondiali 1998 - Ottavi di finale                                           | -                                                                          |                                                                            |
| 14-10-1998                                                                 | Lussemburgo                                                                | Lussemburgo                                                                | 0 – 3                                                                      | Inghilterra                                                                | Qual. Euro 2000                                                            | -                                                                          |                                                                            |
| 18-11-1998                                                                 | Londra                                                                     | Inghilterra                                                                | 2 – 0                                                                      | Rep. Ceca                                                                  | Amichevole                                                                 | -                                                                          |                                                                            |
| 10-2-1999                                                                  | Londra                                                                     | Inghilterra                                                                | 0 – 2                                                                      | Francia                                                                    | Amichevole                                                                 | -                                                                          |                                                                            |
| 27-3-1999                                                                  | Londra                                                                     | Inghilterra                                                                | 3 – 1                                                                      | Polonia                                                                    | Qual. Euro 2000                                                            | -                                                                          |                                                                            |
| 5-6-1999                                                                   | Londra                                                                     | Inghilterra                                                                | 0 – 0                                                                      | Svezia                                                                     | Qual. Euro 2000                                                            | -                                                                          |                                                                            |
| 4-9-1999                                                                   | Londra                                                                     | Inghilterra                                                                | 6 – 0                                                                      | Lussemburgo                                                                | Qual. Euro 2000                                                            | -                                                                          |                                                                            |
| 8-9-1999                                                                   | Varsavia                                                                   | Polonia                                                                    | 0 – 0                                                                      | Inghilterra                                                                | Qual. Euro 2000                                                            | -                                                                          |                                                                            |
| 13-11-1999                                                                 | Glasgow                                                                    | Scozia                                                                     | 0 – 2                                                                      | Inghilterra                                                                | Qual. Euro 2000                                                            | -                                                                          |                                                                            |
| 17-11-1999                                                                 | Londra                                                                     | Inghilterra                                                                | 0 – 1                                                                      | Scozia                                                                     | Qual. Euro 2000                                                            | -                                                                          |                                                                            |
| 23-2-2000                                                                  | Londra                                                                     | Inghilterra                                                                | 0 – 0                                                                      | Argentina                                                                  | Amichevole                                                                 | -                                                                          |                                                                            |
| 27-5-2000                                                                  | Londra                                                                     | Inghilterra                                                                | 1 – 1                                                                      | Brasile                                                                    | Amichevole                                                                 | -                                                                          |                                                                            |
| 31-5-2000                                                                  | Londra                                                                     | Inghilterra                                                                | 2 – 0                                                                      | Ucraina                                                                    | Amichevole                                                                 | -                                                                          |                                                                            |
| 3-6-2000                                                                   | Ta' Qali                                                                   | Malta                                                                      | 1 – 2                                                                      | Inghilterra                                                                | Amichevole                                                                 | -                                                                          |                                                                            |
| 12-6-2000                                                                  | Eindhoven                                                                  | Portogallo                                                                 | 3 – 2                                                                      | Inghilterra                                                                | Euro 2000 - 1º turno                                                       | -                                                                          |                                                                            |
| 17-6-2000                                                                  | Charleroi                                                                  | Germania                                                                   | 0 – 1                                                                      | Inghilterra                                                                | Euro 2000 - 1º turno                                                       | -                                                                          |                                                                            |
| 20-6-2000                                                                  | Charleroi                                                                  | Romania                                                                    | 3 – 2                                                                      | Inghilterra                                                                | Euro 2000 - 1º turno                                                       | -                                                                          |                                                                            |
| 2-9-2000                                                                   | Saint-Denis                                                                | Francia                                                                    | 1 – 1                                                                      | Inghilterra                                                                | Amichevole                                                                 | -                                                                          |                                                                            |
| 7-10-2000                                                                  | Londra                                                                     | Inghilterra                                                                | 0 – 1                                                                      | Germania                                                                   | Qual. Mondiali 2002                                                        | -                                                                          |                                                                            |
| 15-11-2000                                                                 | Torino                                                                     | Italia                                                                     | 1 – 0                                                                      | Inghilterra                                                                | Amichevole                                                                 | -                                                                          | cap.                                                                       |
| 28-2-2001                                                                  | Birmingham                                                                 | Inghilterra                                                                | 3 – 0                                                                      | Spagna                                                                     | Amichevole                                                                 | -                                                                          | cap.                                                                       |
| 24-3-2001                                                                  | Liverpool                                                                  | Inghilterra                                                                | 2 – 1                                                                      | Finlandia                                                                  | Qual. Mondiali 2002                                                        | 1                                                                          | cap.                                                                       |
| 28-3-2001                                                                  | Tirana                                                                     | Albania                                                                    | 1 – 3                                                                      | Inghilterra                                                                | Qual. Mondiali 2002                                                        | -                                                                          | cap.                                                                       |
| 25-5-2001                                                                  | Derby                                                                      | Inghilterra                                                                | 4 – 0                                                                      | Messico                                                                    | Amichevole                                                                 | 1                                                                          | cap.                                                                       |
| 6-6-2001                                                                   | Atene                                                                      | Grecia                                                                     | 0 – 2                                                                      | Inghilterra                                                                | Qual. Mondiali 2002                                                        | 1                                                                          | cap.                                                                       |
| 15-8-2001                                                                  | Londra                                                                     | Inghilterra                                                                | 0 – 2                                                                      | Paesi Bassi                                                                | Amichevole                                                                 | -                                                                          | cap.                                                                       |
| 1-9-2001                                                                   | Monaco di Baviera                                                          | Germania                                                                   | 1 – 5                                                                      | Inghilterra                                                                | Qual. Mondiali 2002                                                        | -                                                                          | cap.                                                                       |
| 5-9-2001                                                                   | Newcastle                                                                  | Inghilterra                                                                | 2 – 0                                                                      | Albania                                                                    | Qual. Mondiali 2002                                                        | -                                                                          | cap.                                                                       |
| 6-10-2001                                                                  | Manchester                                                                 | Inghilterra                                                                | 2 – 2                                                                      | Grecia                                                                     | Qual. Mondiali 2002                                                        | 1                                                                          | cap.                                                                       |
| 10-11-2001                                                                 | Manchester                                                                 | Inghilterra                                                                | 1 – 1                                                                      | Svezia                                                                     | Amichevole                                                                 | 1                                                                          | cap.                                                                       |
| 13-2-2002                                                                  | Amsterdam                                                                  | Paesi Bassi                                                                | 1 – 1                                                                      | Inghilterra                                                                | Amichevole                                                                 | -                                                                          | cap.                                                                       |
| 27-3-2002                                                                  | Leeds                                                                      | Inghilterra                                                                | 1 – 2                                                                      | Italia                                                                     | Amichevole                                                                 | -                                                                          | cap.                                                                       |
| 2-6-2002                                                                   | Saitama                                                                    | Svezia                                                                     | 1 – 1                                                                      | Inghilterra                                                                | Mondiali 2002 - 1º turno                                                   | -                                                                          | cap.                                                                       |
| 7-6-2002                                                                   | Sapporo                                                                    | Argentina                                                                  | 0 – 1                                                                      | Inghilterra                                                                | Mondiali 2002 - 1º turno                                                   | 1                                                                          | cap.                                                                       |
| 12-6-2002                                                                  | Nagai                                                                      | Nigeria                                                                    | 0 – 0                                                                      | Inghilterra                                                                | Mondiali 2002 - 1º turno                                                   | -                                                                          | cap.                                                                       |
| 15-6-2002                                                                  | Niigata                                                                    | Danimarca                                                                  | 0 – 3                                                                      | Inghilterra                                                                | Mondiali 2002 - Ottavi di finale                                           | -                                                                          | cap.                                                                       |
| 21-6-2002                                                                  | Shizuoka                                                                   | Brasile                                                                    | 2 – 1                                                                      | Inghilterra                                                                | Mondiali 2002 - Quarti di finale                                           | -                                                                          | cap. 34’                                                                   |
| 12-10-2002                                                                 | Bratislava                                                                 | Slovacchia                                                                 | 1 – 2                                                                      | Inghilterra                                                                | Qual. Euro 2004                                                            | 1                                                                          | cap.                                                                       |
| 16-10-2002                                                                 | Southampton                                                                | Inghilterra                                                                | 2 – 2                                                                      | Macedonia                                                                  | Qual. Euro 2004                                                            | 1                                                                          | cap.                                                                       |
| 12-2-2003                                                                  | Londra                                                                     | Inghilterra                                                                | 1 – 3                                                                      | Australia                                                                  | Amichevole                                                                 | -                                                                          | cap.                                                                       |
| 29-3-2003                                                                  | Vaduz                                                                      | Liechtenstein                                                              | 0 – 2                                                                      | Inghilterra                                                                | Qual. Euro 2004                                                            | 1                                                                          | cap.                                                                       |
| 2-4-2003                                                                   | Sunderland                                                                 | Inghilterra                                                                | 2 – 0                                                                      | Turchia                                                                    | Qual. Euro 2004                                                            | 1                                                                          | cap.                                                                       |
| 22-5-2003                                                                  | Durban                                                                     | Sudafrica                                                                  | 1 – 2                                                                      | Inghilterra                                                                | Amichevole                                                                 | -                                                                          | cap.                                                                       |
| 20-8-2003                                                                  | Ipswich                                                                    | Inghilterra                                                                | 3 – 1                                                                      | Croazia                                                                    | Amichevole                                                                 | 1                                                                          | cap.                                                                       |
| 6-9-2003                                                                   | Skopje                                                                     | Macedonia                                                                  | 1 – 2                                                                      | Inghilterra                                                                | Qual. Euro 2004                                                            | 1                                                                          | cap.                                                                       |
| 10-9-2003                                                                  | Manchester                                                                 | Inghilterra                                                                | 2 – 0                                                                      | Liechtenstein                                                              | Qual. Euro 2004                                                            | -                                                                          | cap.                                                                       |
| 11-10-2003                                                                 | Istanbul                                                                   | Turchia                                                                    | 0 – 0                                                                      | Inghilterra                                                                | Qual. Euro 2004                                                            | -                                                                          | cap.                                                                       |
| 16-11-2003                                                                 | Manchester                                                                 | Inghilterra                                                                | 2 – 3                                                                      | Danimarca                                                                  | Amichevole                                                                 | -                                                                          | cap.                                                                       |
| 18-2-2004                                                                  | Faro                                                                       | Portogallo                                                                 | 1 – 1                                                                      | Inghilterra                                                                | Amichevole                                                                 | -                                                                          | cap.                                                                       |
| 1-6-2004                                                                   | Manchester                                                                 | Inghilterra                                                                | 1 – 1                                                                      | Giappone                                                                   | Amichevole                                                                 | -                                                                          | cap.                                                                       |
| 5-6-2004                                                                   | Manchester                                                                 | Inghilterra                                                                | 6 – 1                                                                      | Islanda                                                                    | Amichevole                                                                 | -                                                                          | cap.                                                                       |
| 13-6-2004                                                                  | Lisbona                                                                    | Francia                                                                    | 2 – 1                                                                      | Inghilterra                                                                | Euro 2004 - 1º turno                                                       | -                                                                          | cap.                                                                       |
| 17-6-2004                                                                  | Coimbra                                                                    | Svizzera                                                                   | 0 – 3                                                                      | Inghilterra                                                                | Euro 2004 - 1º turno                                                       | -                                                                          | cap.                                                                       |
| 21-6-2004                                                                  | Lisbona                                                                    | Croazia                                                                    | 2 – 4                                                                      | Inghilterra                                                                | Euro 2004 - 1º turno                                                       | -                                                                          | cap.                                                                       |
| 24-6-2004                                                                  | Lisbona                                                                    | Portogallo                                                                 | 2 – 2 dts (6-5 dtr)                                                        | Inghilterra                                                                | Euro 2004 - Quarti di finale                                               | -                                                                          | cap.                                                                       |
| 18-8-2004                                                                  | Newcastle                                                                  | Inghilterra                                                                | 3 – 0                                                                      | Ucraina                                                                    | Amichevole                                                                 | 1                                                                          | cap.                                                                       |
| 4-9-2004                                                                   | Vienna                                                                     | Austria                                                                    | 2 – 2                                                                      | Inghilterra                                                                | Qual. Mondiali 2006                                                        | -                                                                          | cap.                                                                       |
| 8-9-2004                                                                   | Chorzów                                                                    | Polonia                                                                    | 1 – 2                                                                      | Inghilterra                                                                | Qual. Mondiali 2006                                                        | -                                                                          | cap.                                                                       |
| 9-10-2004                                                                  | Manchester                                                                 | Inghilterra                                                                | 2 – 0                                                                      | Galles                                                                     | Qual. Mondiali 2006                                                        | 1                                                                          | cap.                                                                       |
| 17-11-2004                                                                 | Madrid                                                                     | Spagna                                                                     | 1 – 0                                                                      | Inghilterra                                                                | Amichevole                                                                 | -                                                                          | cap.                                                                       |
| 9-2-2005                                                                   | Birmingham                                                                 | Inghilterra                                                                | 0 – 0                                                                      | Paesi Bassi                                                                | Amichevole                                                                 | -                                                                          | cap.                                                                       |
| 26-3-2005                                                                  | Manchester                                                                 | Inghilterra                                                                | 4 – 0                                                                      | Irlanda del Nord                                                           | Qual. Mondiali 2006                                                        | -                                                                          | cap.                                                                       |
| 30-3-2005                                                                  | Newcastle                                                                  | Inghilterra                                                                | 2 – 0                                                                      | Azerbaigian                                                                | Qual. Mondiali 2006                                                        | 1                                                                          | cap.                                                                       |
| 31-5-2005                                                                  | East Rutherford                                                            | Inghilterra                                                                | 3 – 2                                                                      | Colombia                                                                   | Amichevole                                                                 | -                                                                          | cap.                                                                       |
| 17-8-2005                                                                  | Copenaghen                                                                 | Danimarca                                                                  | 4 – 1                                                                      | Inghilterra                                                                | Amichevole                                                                 | -                                                                          | cap.                                                                       |
| 3-9-2005                                                                   | Cardiff                                                                    | Galles                                                                     | 0 – 1                                                                      | Inghilterra                                                                | Qual. Mondiali 2006                                                        | -                                                                          | cap.                                                                       |
| 7-9-2005                                                                   | Belfast                                                                    | Irlanda del Nord                                                           | 1 – 0                                                                      | Inghilterra                                                                | Qual. Mondiali 2006                                                        | -                                                                          | cap.                                                                       |
| 8-10-2005                                                                  | Manchester                                                                 | Inghilterra                                                                | 1 – 0                                                                      | Austria                                                                    | Qual. Mondiali 2006                                                        | -                                                                          | cap.                                                                       |
| 12-11-2005                                                                 | Ginevra                                                                    | Inghilterra                                                                | 3 – 2                                                                      | Argentina                                                                  | Amichevole                                                                 | -                                                                          | cap.                                                                       |
| 1-3-2006                                                                   | Liverpool                                                                  | Inghilterra                                                                | 2 – 1                                                                      | Uruguay                                                                    | Amichevole                                                                 | -                                                                          | cap.                                                                       |
| 30-5-2006                                                                  | Manchester                                                                 | Inghilterra                                                                | 3 – 1                                                                      | Ungheria                                                                   | Amichevole                                                                 | -                                                                          | cap.                                                                       |
| 3-6-2006                                                                   | Manchester                                                                 | Inghilterra                                                                | 6 – 0                                                                      | Giamaica                                                                   | Amichevole                                                                 | -                                                                          | cap.                                                                       |
| 10-6-2006                                                                  | Francoforte sul Meno                                                       | Inghilterra                                                                | 1 – 0                                                                      | Paraguay                                                                   | Mondiali 2006 - 1º turno                                                   | -                                                                          | cap.                                                                       |
| 15-6-2006                                                                  | Norimberga                                                                 | Inghilterra                                                                | 2 – 0                                                                      | Trinidad e Tobago                                                          | Mondiali 2006 - 1º turno                                                   | -                                                                          | cap.                                                                       |
| 20-6-2006                                                                  | Colonia                                                                    | Inghilterra                                                                | 2 – 2                                                                      | Svezia                                                                     | Mondiali 2006 - 1º turno                                                   | -                                                                          | cap.                                                                       |
| 25-6-2006                                                                  | Stoccarda                                                                  | Inghilterra                                                                | 1 – 0                                                                      | Ecuador                                                                    | Mondiali 2006 - Ottavi di finale                                           | 1                                                                          | cap.                                                                       |
| 1-7-2006                                                                   | Gelsenkirchen                                                              | Inghilterra                                                                | 0 – 0 dts (1 – 3 dtr)                                                      | Portogallo                                                                 | Mondiali 2006 - Quarti di finale                                           | -                                                                          | cap.                                                                       |
| 1-6-2007                                                                   | Londra                                                                     | Inghilterra                                                                | 1 – 1                                                                      | Brasile                                                                    | Amichevole                                                                 | -                                                                          |                                                                            |
| 6-6-2007                                                                   | Tallinn                                                                    | Estonia                                                                    | 0 – 3                                                                      | Inghilterra                                                                | Qual. Euro 2008                                                            | -                                                                          |                                                                            |
| 22-8-2007                                                                  | Londra                                                                     | Inghilterra                                                                | 1 – 2                                                                      | Germania                                                                   | Amichevole                                                                 | -                                                                          |                                                                            |
| 16-11-2007                                                                 | Vienna                                                                     | Austria                                                                    | 0 – 1                                                                      | Inghilterra                                                                | Amichevole                                                                 | -                                                                          |                                                                            |
| 21-11-2007                                                                 | Londra                                                                     | Inghilterra                                                                | 2 – 3                                                                      | Croazia                                                                    | Qual. Euro 2008                                                            | -                                                                          |                                                                            |
| 26-3-2008                                                                  | Saint-Denis                                                                | Francia                                                                    | 1 – 0                                                                      | Inghilterra                                                                | Amichevole                                                                 | -                                                                          |                                                                            |
| 28-5-2008                                                                  | Londra                                                                     | Inghilterra                                                                | 2 – 0                                                                      | Stati Uniti                                                                | Amichevole                                                                 | -                                                                          |                                                                            |
| 1-6-2008                                                                   | Port of Spain                                                              | Trinidad e Tobago                                                          | 0 – 3                                                                      | Inghilterra                                                                | Amichevole                                                                 | -                                                                          | cap.                                                                       |
| 20-8-2008                                                                  | Londra                                                                     | Inghilterra                                                                | 2 – 2                                                                      | Rep. Ceca                                                                  | Amichevole                                                                 | -                                                                          |                                                                            |
| 6-9-2008                                                                   | Barcellona                                                                 | Andorra                                                                    | 0 – 2                                                                      | Inghilterra                                                                | Qual. Mondiali 2010                                                        | -                                                                          |                                                                            |
| 10-9-2008                                                                  | Zagabria                                                                   | Croazia                                                                    | 1 – 4                                                                      | Inghilterra                                                                | Qual. Mondiali 2010                                                        | -                                                                          |                                                                            |
| 11-10-2008                                                                 | Londra                                                                     | Inghilterra                                                                | 5 – 1                                                                      | Kazakistan                                                                 | Qual. Mondiali 2010                                                        | -                                                                          |                                                                            |
| 15-10-2008                                                                 | Minsk                                                                      | Bielorussia                                                                | 1 – 3                                                                      | Inghilterra                                                                | Qual. Mondiali 2010                                                        | -                                                                          |                                                                            |
| 11-2-2009                                                                  | Siviglia                                                                   | Spagna                                                                     | 2 – 0                                                                      | Inghilterra                                                                | Amichevole                                                                 | -                                                                          |                                                                            |
| 28-3-2009                                                                  | Londra                                                                     | Inghilterra                                                                | 4 – 0                                                                      | Slovacchia                                                                 | Amichevole                                                                 | -                                                                          |                                                                            |
| 1-4-2009                                                                   | Londra                                                                     | Inghilterra                                                                | 2 – 1                                                                      | Ucraina                                                                    | Qual. Mondiali 2010                                                        | -                                                                          |                                                                            |
| 6-6-2009                                                                   | Almaty                                                                     | Kazakistan                                                                 | 0 – 4                                                                      | Inghilterra                                                                | Qual. Mondiali 2010                                                        | -                                                                          |                                                                            |
| 10-6-2009                                                                  | Londra                                                                     | Inghilterra                                                                | 6 – 0                                                                      | Andorra                                                                    | Qual. Mondiali 2010                                                        | -                                                                          |                                                                            |
| 12-8-2009                                                                  | Amsterdam                                                                  | Paesi Bassi                                                                | 2 – 2                                                                      | Inghilterra                                                                | Amichevole                                                                 | -                                                                          |                                                                            |
| 9-9-2009                                                                   | Londra                                                                     | Inghilterra                                                                | 5 – 1                                                                      | Croazia                                                                    | Qual. Mondiali 2010                                                        | -                                                                          |                                                                            |
| 14-10-2009                                                                 | Londra                                                                     | Inghilterra                                                                | 3 – 0                                                                      | Bielorussia                                                                | Qual. Mondiali 2010                                                        | -                                                                          | 58’                                                                        |
| Totale                                                                     |                                                                            | Presenze (3º posto)                                                        | 115                                                                        |                                                                            | Reti                                                                       | 17                                                                         |                                                                            |

## Palmarès

### Club

#### Competizioni giovanili
- FA Youth Cup: 1

Manchester United: 1991-1992

#### Competizioni nazionali

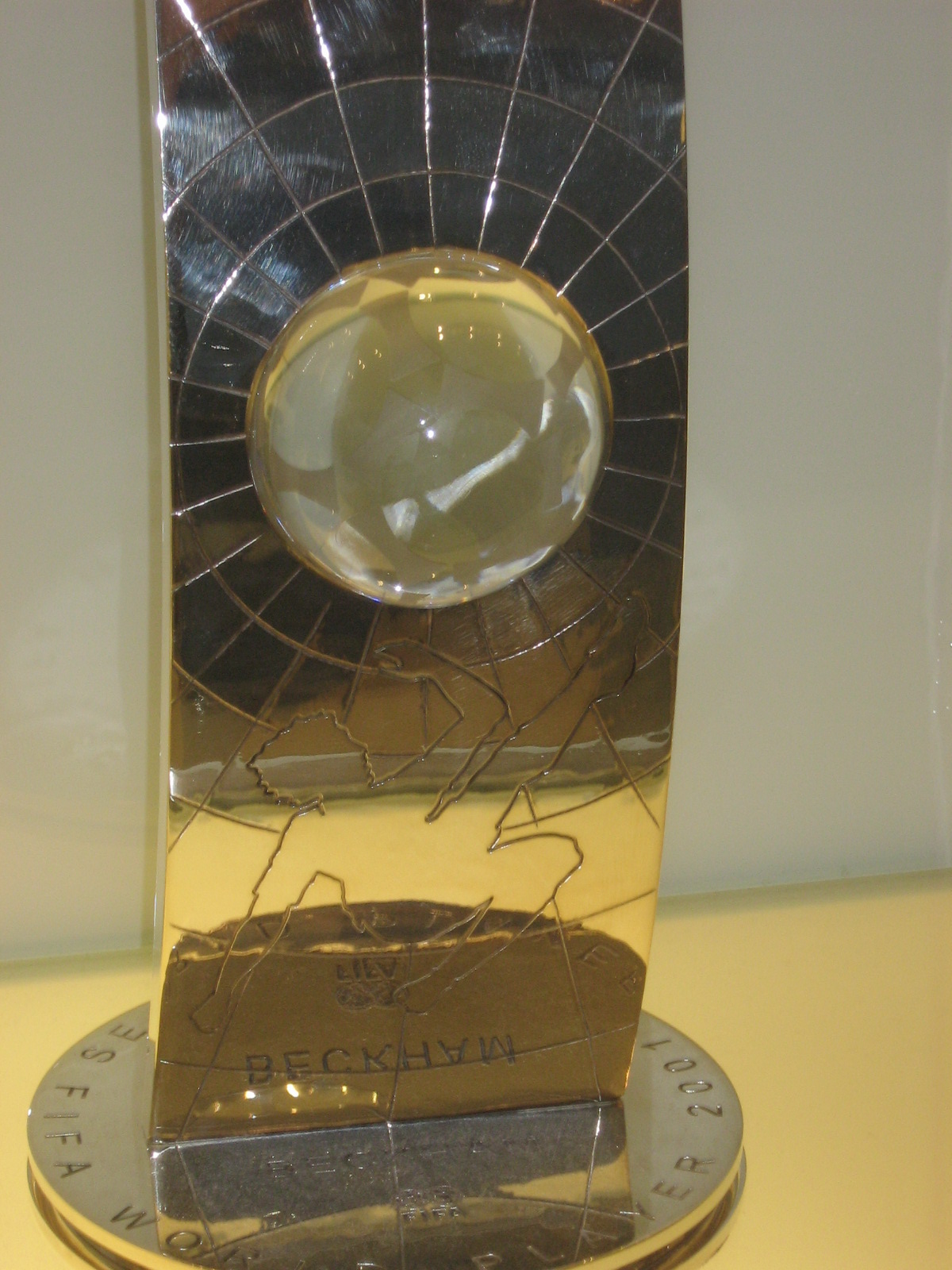
Il premio conferito a Beckham in virtù del secondo posto nel FIFA World Player ottenuto nel 2001.

- Campionato inglese: 6

Manchester United: 1995-1996, 1996-1997, 1998-1999, 1999-2000, 2000-2001, 2002-2003
- Coppa d'Inghilterra: 2

Manchester United: 1995-1996, 1998-1999
- Charity Shield: 2

Manchester United: 1996, 1997
- Supercoppa di Spagna: 1

Real Madrid: 2003
- Campionato spagnolo: 1

Real Madrid: 2006-2007
- MLS Supporters' Shield: 2

Los Angeles Galaxy: 2010, 2011
- Campionato MLS: 2

Los Angeles Galaxy: 2011, 2012
- Campionato francese: 1

Paris Saint-Germain: 2012-2013

#### Competizioni internazionali
- UEFA Champions League: 1

Manchester United: 1998-1999
- Coppa Intercontinentale: 1

Manchester United: 1999

### Individuale
- FA Premier League Player of the Month: 1

Agosto 1996
- Giovane dell'anno della PFA: 1

1996-1997
- Sir Matt Busby Player of the Year: 1

1996-1997
- Squadra dell'anno della PFA: 4

1996-1997, 1997-1998, 1998-1999, 1999-2000
- Miglior assist-man della Premier League: 3

1997-1998, 1999-2000, 2000-2001
- Squadra dell'anno ESM: 1

1998-1999
- UEFA Club Football Awards: 1

Miglior centrocampista: 1998-1999
- UEFA Club Footballer of the Year:1

1998-1999
- Squadra dell'anno UEFA: 2

2001, 2003
- Candidato al Dream Team del Pallone d'oro (2020)

## Oltre il calcio

### Beneficenza
Beckham ha sostenuto l'UNICEF fin dai tempi del Manchester United e nel gennaio 2005 è diventato Goodwill Ambassador con particolare attenzione al programma Sports for Development ("Sport per lo sviluppo") e testimonial della campagna "Uniti per i bambini, Uniti contro l'AIDS", per la quale si è recato in Sierra Leone dal 18 al 20 gennaio 2008.
Beckham è anche portavoce di Malaria No More, un'organizzazione non-profit di New York nata nel 2006 con lo scopo di debellare la malaria in Africa, e sostenitore di Help for Heroes, associazione nata per aiutare i feriti di ritorno dall'Iran e dall'Afghanistan.
Durante i 5 mesi di militanza al Paris Saint-Germain ha deciso di devolvere il proprio stipendio a un'associazione parigina che si occupa di bambini in difficoltà.

### Contratti pubblicitari e società
Nelle righe che seguono vi è un elenco dei contratti pubblicitari stilati dall'ex capitano della Nazionale inglese:
- Adidas: £ 3 milioni annuali, è uno dei calciatori di punta dell'azienda tedesca.
- Brylcreem: £ 1,5 milioni in tre anni, per apparire nella pubblicità del gel per capelli.
- Castrol: £ 500.000, per sponsorizzare il loro olio nell'Estremo Oriente.
- Coty: £ 4 milioni.[208]
- Gillette: £ 40 milioni,[208][209] per diventare il viso pubblico della compagnia per tre anni (2005-2007).
- Marks & Spencer: £ 10 milioni, per promuovere dei vestiti per bambini con il marchio DB7 (iniziali di David Beckham 7, il suo numero di maglia). Il contratto è terminato nel 2005 quando Beckham, passando al Real Madrid, ha indossato la maglia numero 23.
- Motorola: £ 4,5 milioni.[208]
- Pepsi: £ 2 milioni annuali per 10 anni, per fare pubblicità alla bibita (1998-2008).[210][211]
- Police Sunglasses: £ 1,5 milioni annuali, per essere il viso che nel Regno Unito pubblicizza la marca di occhiali italiani.
- Rage Software: 1,5 milioni, per la produzione dei videogiochi David Beckham Soccer per PlayStation (2001), PlayStation 2, Game Boy Advance,[212] Game Boy Color[213] e Xbox (2002)[214] e Go! Go! Beckham! Adventure on Soccer Island per Game Boy Advance (2002).[215]
- Vodafone: £ 2 milioni annuali, per sponsorizzare il servizio Vodafone Live!.[216]
- Coca-Cola: nonostante il contratto con la Pepsi, la Coca Cola ha potuto usare l'immagine di Beckham in quanto capitano dell'Inghilterra per un accordo con la FA, dando una percentuale della sponsorizzazione al calciatore.
- Emporio Armani: £ 20 milioni per tre anni, per pubblicizzare la linea di intimo (2007-2010).[217]
- EA Sport: per essere il testimonial in Europa e Australia di EA SPORTS Active 2, linea di prodotti per il fitness interattivo.[218][219]

Beckham è titolare della Footwork Productions Ltd., holding con sede a Londra che gestisce tutte le entrate generate dai vari sponsor e ingaggi del calciatore e insieme alla moglie della Beckham Brand Ltd., che si occupa di sfruttare il marchio di David e Victoria Beckham tramite TV e siti web. La Footwork Productions Ltd. ha creato una joint venture con la 19 Entertainment Ltd., società fondata dal Simon Fuller che gestisce l'immagine di attori, cantanti e sportivi famosi, e inoltre possiede, con il suo procuratore Terry Byrne e lo stesso Fuller, la 1966 Entertainment Ltd., che gestisce gli interessi commerciali della Nazionale inglese di calcio.

## Filmografia parziale

### Cinema
- Goal! (Goal!: The Dream Begins), regia di Danny Cannon (2005)
- Goal II - Vivere un sogno (Goal! 2: Living the Dream), regia di Jaume Collet-Serra (2007)
- Goal III: Taking on the World, regia di Andrew Morahan (2009)
- Operazione U.N.C.L.E. (The Man from U.N.C.L.E.), regia di Guy Ritchie (2015)
- King Arthur - Il potere della spada (King Arthur: Legend of the Sword), regia di Guy Ritchie (2017)

### Televisione
- Friends: The Reunion, regia di Ben Winston - special TV (2021)
- Modern Family: The Prescott, regia di Elaine Ko, stagione 11 episodio 10 (2020)

## Doppiatori italiani
- Andrea Lavagnino in King Arthur - Il potere della spada
- Federico Di Pofi in Friends: The Reunion